# Urugwaj
Urugwaj (Uruguay, Wschodnia Republika Urugwaju – República Oriental del Uruguay) – państwo w Ameryce Południowej, nad Atlantykiem, graniczące z Argentyną od zachodu i Brazylią od północy. Stolicą państwa jest Montevideo, port atlantycki u ujścia La Platy. Po drugiej stronie tego estuarium leży stolica Argentyny – Buenos Aires. Dawniej Urugwaj stanowił część Wicekrólestwa La Platy i nosił nazwę Banda Oriental (Brzeg Wschodni).

## Pochodzenie nazwy kraju
Nazwa „Urugwaj” pochodzi z języka guarani i może być tłumaczona na kilka różnych sposobów, takich jak „rzeka, gdzie żyje ptak”, „rzeka malowanych ptaków”, „rzeka ślimaków”, „kręta rzeka”.

## Geografia
Powierzchnia:
- ląd: 173 577 km²
- woda: 2643 km²
- całkowita: 176 220 km²

Długość granicy lądowej:
- Argentyna: 579 km
- Brazylia: 985 km
- całkowita: 1564 km

Długość wybrzeża:
- całkowita: 660 km

### Ukształtowanie powierzchni
Większą część Urugwaju zajmują lekko faliste niziny. Stanowią one teren przejściowy pomiędzy argentyńską pampą a Wyżyną Brazylijską. Jedynie z północnego wschodu na południowy zachód przebiegają pasma niezbyt wysokich, podłużnych, płaskich wzniesień, osiągających wysokość 200–500 m n.p.m.

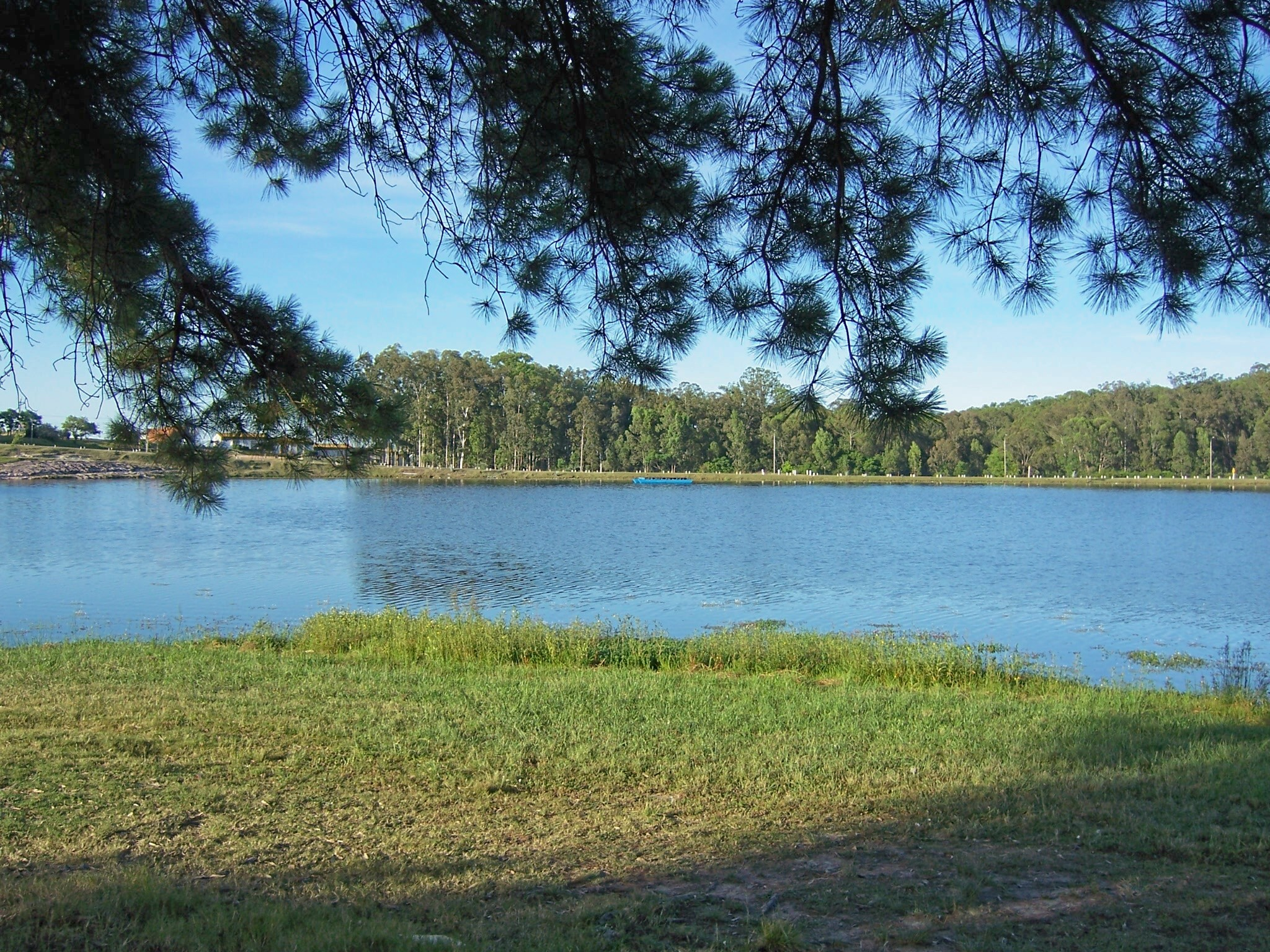
Jezioro Juventud w Tacuarembó

Najwyższym szczytem kraju jest Catedral wznoszący się na wysokość 513 m n.p.m., położony w departamencie Maldonado, w pobliżu wybrzeża Oceanu Atlantyckiego. Nad La Platą brzeg jest stromy, z wystającymi, najczęściej pumeksowymi skałami, między którymi rozciągają się piaszczyste plaże.

### Wody
Terytorium Urugwaju należy do zlewiska Oceanu Atlantyckiego. Tworzą je liczne rzeki, z których największe to główna rzeka kraju Urugwaj (1593 km) i jej dopływy: Cuareim (200 km), Negro (800 km), dzieląca kraj na dwie części, północną i południową, Daymán (160 km) oraz Cebollati (210 km). Największym zbiornikiem wodnym jest Río Negro (1400 km²), utworzony poprzez wybudowanie wielkiej zapory Rincón del Bonete na rzece Negro. Bieg rzeki Urugwaj odpowiada linii zaburzeń tektonicznych. Powyżej miasta Salto znajdują się w jej korycie liczne wodospady i progi skalne. W kraju występuje także wiele jezior lagunowych, z których największym jest Mirim, częściowo położone w Brazylii.

### Klimat

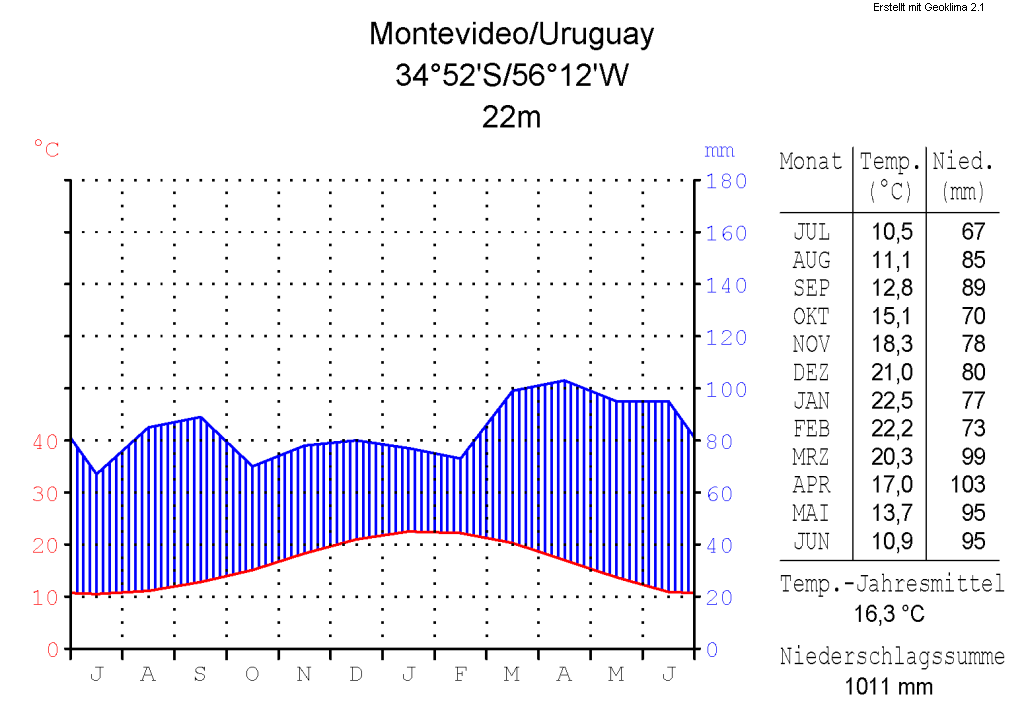
Diagram klimatyczny dla Montevideo

Urugwaj leży w strefie klimatu podzwrotnikowego morskiego. Ze względu na jednostajną, równinną rzeźbę terenu nie występują tu kontrasty klimatyczne. Zimy są raczej łagodne, nie ma mrozów, jedynie z południowego zachodu wieją wiatry pamperos wywołujące gwałtowny spadek temperatury. Lata są ciepłe, gdyż napływa gorące powietrze z Brazylii. Opady występują głównie zimą i wiosną, od czerwca do grudnia, a ich średnia roczna suma wynosi 1000–1500 mm. Średnia roczna temperatura to 18–20 °C. Najchłodniejszym miesiącem jest czerwiec (10–12 °C), a najcieplejszym styczeń (24–27 °C).

### Flora
Klimat oraz ukształtowanie terenu powodują, że przeważającą część kraju zajmują formacje trawiaste, czyli bezdrzewna pampa, przechodząca ku południowi w widne lasy parkowe. Na północy i w dolinach większych rzek rosną subtropikalne lasy galeriowe, zajmujące 4% powierzchni kraju.

### Fauna
Świat zwierzęcy jest dość zróżnicowany, ale nie występuje tu dużo gatunków. Spotyka się pumę, pancerniki, marę, wiskacze, różne gatunki ptaków, m.in. sówkę ziemną i przedstawicieli ptactwa wodnego.

## Historia

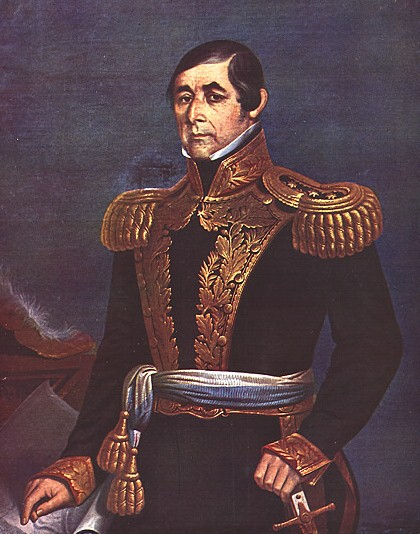
Generał Fructuoso Rivera

W czasach prekolumbijskich obszary dzisiejszego Urugwaju zamieszkiwały plemiona Indian Charrúa. W 1516 r. Hiszpan Juan Díaz de Solís dotarł do ujścia La Plata. Jednak pierwszymi osadnikami europejskimi byli Portugalczycy. W 1726 roku Hiszpanie wyparli Portugalczyków i założyli fort, wokół którego w drugiej połowie XVIII wieku powstało Montevideo. W 1735 Hiszpanie zdobyli Colonia, najbardziej na południe położoną portugalską twierdzę kolonialną w Ameryce Południowej, założoną w 1680. W 1737 pod naciskiem Wielkiej Brytanii Hiszpanie zostali zmuszeni do jej zwrotu, jednakże już w 1776 zajęli ją ponownie wraz ze zdobytymi terenami Urugwaju i południowej Brazylii. Walki zakończył rozejm w San Ildefonso w roku 1777, w którym Portugalczycy zrzekli się zajmowanych terenów Urugwaju (Banda Oriental). Hiszpańska ekspansja kolonialna doprowadziła do znacznego wyniszczenia ludności tubylczej. Do 1776 roku Urugwaj wchodził w skład hiszpańskiego Wicekrólestwa Peru, a następnie wyodrębnionego z niego Wicekrólestwa La Platy. W 1811 roku pod wodzą José Gervasio Artigasa rozpoczęła się walka o niepodległość. Jednak założone przez niego w 1815 roku w głębi kraju „wolne państwo wschodnich prowincji” nie zostało uznane i w następnym roku Urugwaj został anektowany przez Portugalczyków i przyłączony do Brazylii. W 1825 roku państwo odzyskało niepodległość, którą Argentyna i Brazylia uznały dopiero po trzyletniej wojnie w traktacie z Rio de Janeiro.
Z terytoriów spornych utworzono w 1830 roku Wschodnią Republikę Urugwaju. Mimo odzyskania niepodległości sytuacja w kraju była nadal niestabilna.
Niepokoje wewnętrzne stały się pretekstem do interwencji zbrojnych Argentyny i Brazylii, a nawet Wielkiej Brytanii i Francji. W latach 1839–1852 Urugwaj toczył wojnę z Argentyną, a w latach 1865–1870 w sojuszu z Argentyną i Brazylią walczył z paragwajskim dyktatorem Francisco Solano Lópezem. W pierwszych latach niepodległości o wpływy w kraju rywalizowały dwie partie polityczne – colorados z Partii Czerwonej, reprezentujący liberalną burżuazję miejską z wybrzeża oraz konserwatywno-klerykalni blancos z Partii Narodowej, związani z hodowcami bydła z interioru. Od początku niepodległości system polityczny zdominowany został przez Partię Czerwoną. W latach 70. XIX wieku doszło do stabilizacji wewnętrznej sytuacji oraz napływu zagranicznych inwestycji, głównie tych z Wielkiej Brytanii. Pod koniec XIX wieku na skutek szybkiego rozwoju gospodarczego kraju doszło do napływu licznych migrantów z Europy co doprowadziło do znacznego wzrostu populacji Urugwaju. W 1903 roku rządy objął José Batlle y Ordóñez z Partii Czerwonej. Batlle y Ordóñez z przerwami sprawował władzę do 1915 roku a jego rządy były okresem radykalnych reform, tj. znacjonalizowania banków i największych przedsiębiorstw użyteczności publicznej. Ponadto rząd Partii Czerwonej wprowadził ośmiogodzinny dzień pracy, renty oraz tajne i proporcjonalne wybory. W 1919 roku w życie weszła liberalna konstytucja. W myśl zmian dokonano sekularyzacji kraju. Reformy liberalne doprowadziły do rozłamu w Partii Czerwonej na zwolenników reform, czyli ballistasów oraz ich konserwatywnych przeciwników. W trakcie I wojny światowej Urugwaj zachował neutralność, lecz w 1917 zerwał oficjalnie stosunki dyplomatyczne z Cesarstwem Niemieckim.
Okres prosperity lat 20. i 30. XX w. przerwał wielki kryzys lat 1929–1933, który wpłynął na zaostrzenie sytuacji wewnętrznej. W 1931 roku wybory prezydenckie wygrał Gabriel Terra reprezentujący konserwatywne skrzydło Partii Czerwonej. W tym samym roku doszło do krwawych starć lewicowych aktywistów z policją, wybuch zamieszek związany był z efektami kryzysu gospodarczego. Terra w 1933 roku dokonał zamachu stanu i wprowadził prawicową dyktaturę wzorowaną na działaniach Benito Mussoliniego, dalsze rządy Terry umożliwiła wprowadzona przez niego cenzura i represyjne metody walki z opozycją. W okresie II wojny światowej przewagę w Partii Czerwonej odzyskali batllistas którzy przywrócili demokratyczną konstytucję zawieszoną przez faszyzujący rząd. Tym samym Urugwaj zerwał stosunki z państwami Osi, by w 1945 roku wypowiedzieć wojnę Niemcom i zawrzeć sojusz z aliantami. W 1952 roku wprowadzono nową konstytucję znoszącą urząd prezydenta. Pod koniec lat 50. XX w. rządzący krajem blancos usiłowali realizować politykę Międzynarodowego Funduszu Walutowego, powodując wzrost społecznego niezadowolenia i podwyższoną aktywność związkowców. W latach 60. XX w. nastąpiło załamanie się koniunktury gospodarczej i rozkładu systemu zabezpieczeń socjalnych, co doprowadziło do powszechnego ubóstwa ludności. W 1968 roku prezydent Jorge Pacheco Areco wprowadził stan wyjątkowy co znacznie umocniło wpływy wojskowych.

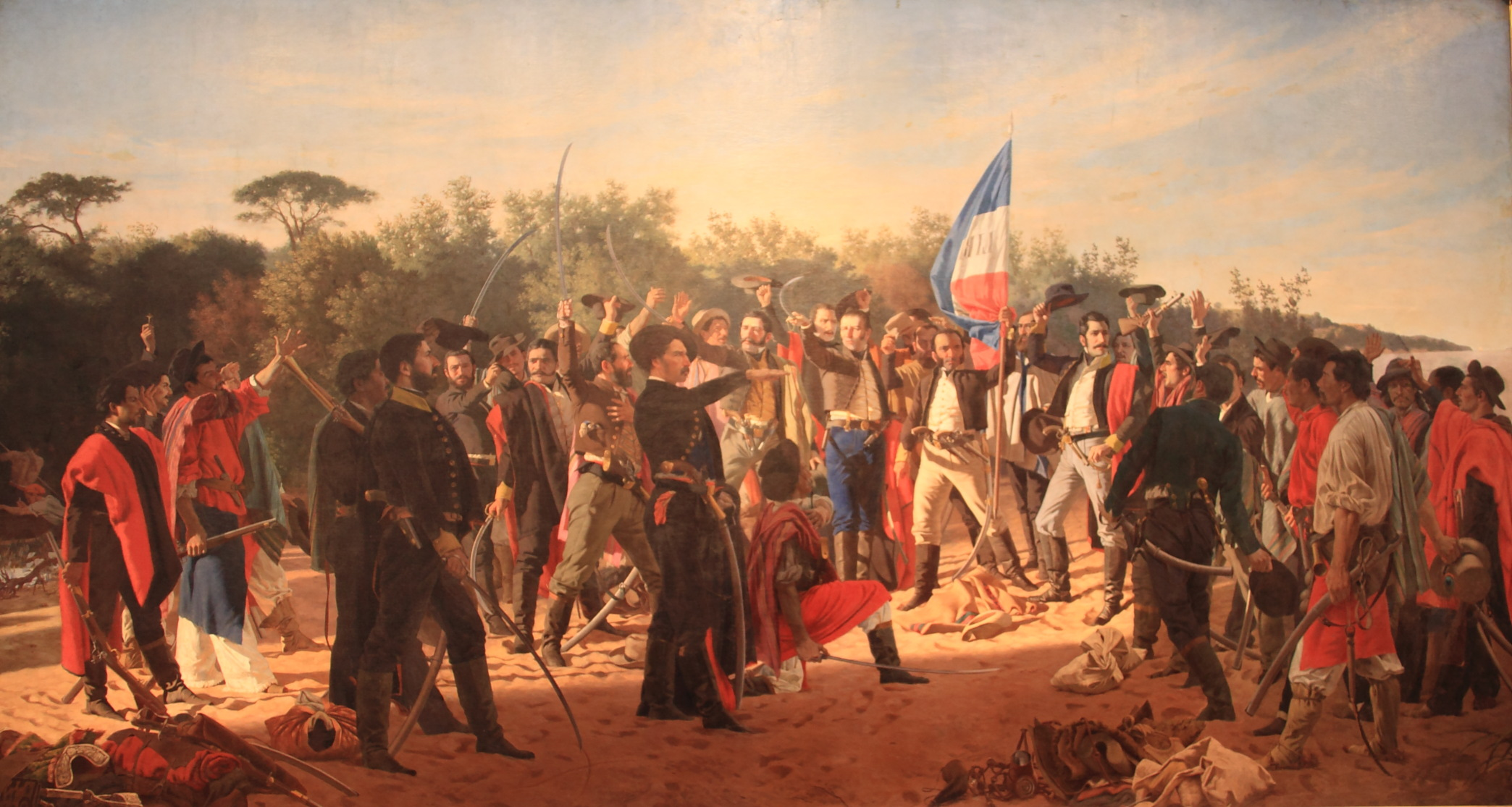
Zaprzysiężenie Trzydziestu Trzech Orientalczyków, Juan Manuel Blanes, 1877

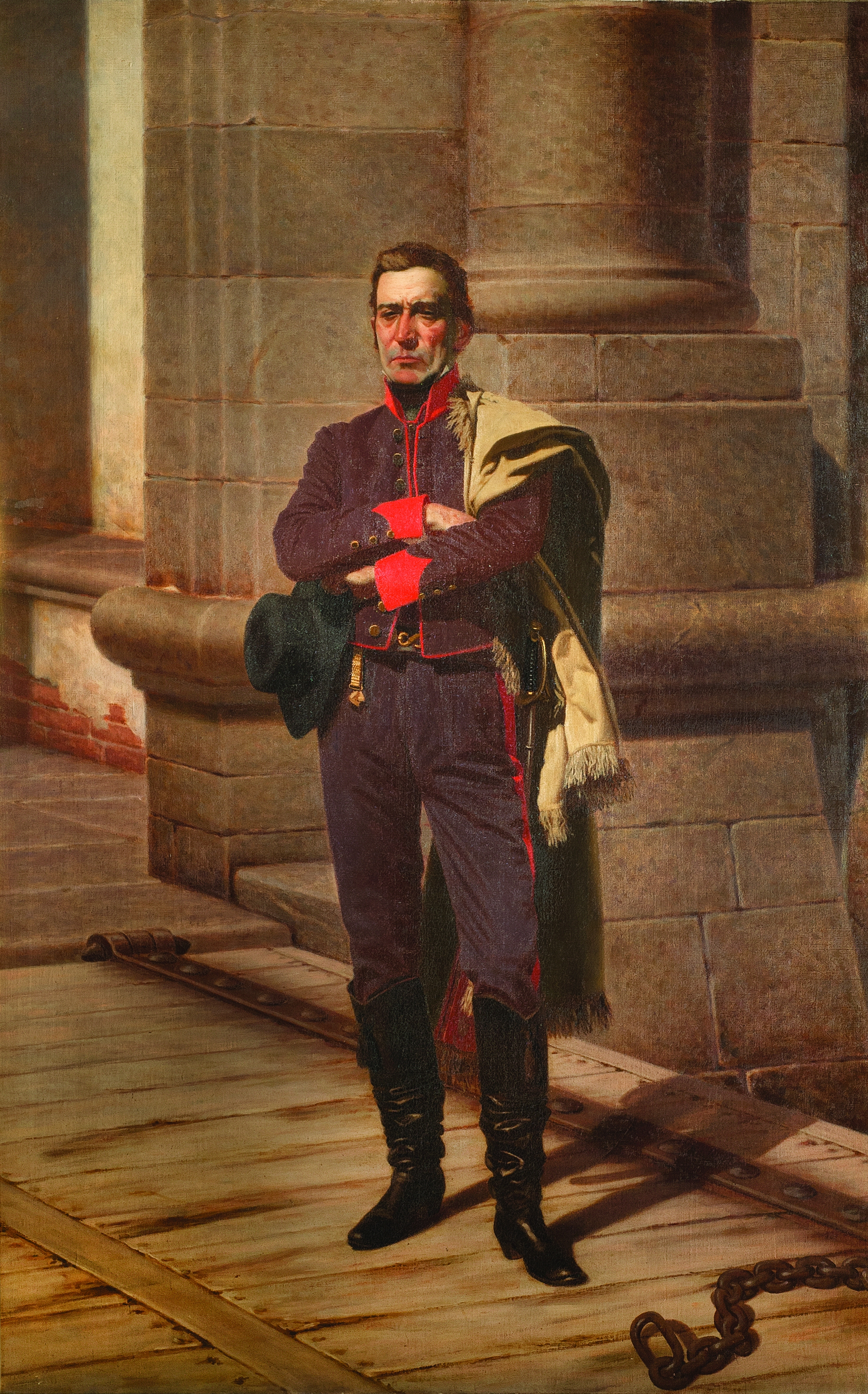
José Gervasio Artigas na obrazie Juana Manuela Blanesa

Kryzys sprawił iż w kraju powstała organizacja partyzancka Tupamaros. Tupamaros zarzucał rządowi realizacje interesów jedynie grupki oligarchów, a także wskazywał na zależność Urugwaju od Wielkiej Brytanii i Stanów Zjednoczonych. Organizacja uważała, że zdobycie władzy może odbyć się jedynie na drodze walki zbrojnej. Ustrój postulowany przez Tupamaros miał opierać się na scentralizowanym systemie władzy, kontroli państwa nad ekonomią, a także bardziej równomiernej dystrybucji dochodów. Pomimo rozbicia partyzantki na początku lat 70. postępującej anarchizacji życia politycznego nie zdołały zapobiec nawet dyktatorskie rządy armii które w praktyce rozpoczęły się już w 1972 roku. Wojskowi zawiesili podstawowe prawa obywatelskie (1972), rozwiązali parlament (1976), zabronili działalności lewicowym partiom politycznym. Urugwajski reżim wziął udział w operacji Kondor mającej na celu zwalczanie opozycji antyrządowej w krajach regionu. W połowie lat 80. XX w. zaczął się powrót rządów demokratycznych, zwolniono więźniów politycznych, przywrócono prawo i swobody demokratyczne. W 1985 roku zorganizowano wybory prezydenckie które wygrał Julio María Sanguinetti z Partii Czerwonej co przypieczętowało upadek wojskowej junty. W tym samym roku partyzanci Tupamaros przekształcili się w legalnie działającą partię polityczną. W 1986 roku uzgodniono 3-letni plan odbudowy gospodarki.
W 1990 r. urząd prezydenta objął Luis Alberto Lacalle z partii blancos, który ogłosił zgodę narodową i utworzył rząd koalicyjny z udziałem colorados. Jego liberalna polityka napotkała opór opozycji, a program prywatyzacji został odrzucony w referendum w 1992 roku. W 1994 roku w wyborach prezydenckich zwyciężył Julio María Sanguinetti (z partii colorados). W 2000 roku prezydentem Urugwaju został Jorge Batlle, w marcu 2005 roku na stanowisku zastąpił go przywódca lewicy Tabaré Vázquez. W wyborach prezydenckich w 2009 zwyciężył José Mujica, były członek Tupamaros i socjalista wywodzący się z koalicji Szeroki Front. Objął on urząd szefa państwa 1 marca 2010 roku.

## Polityka

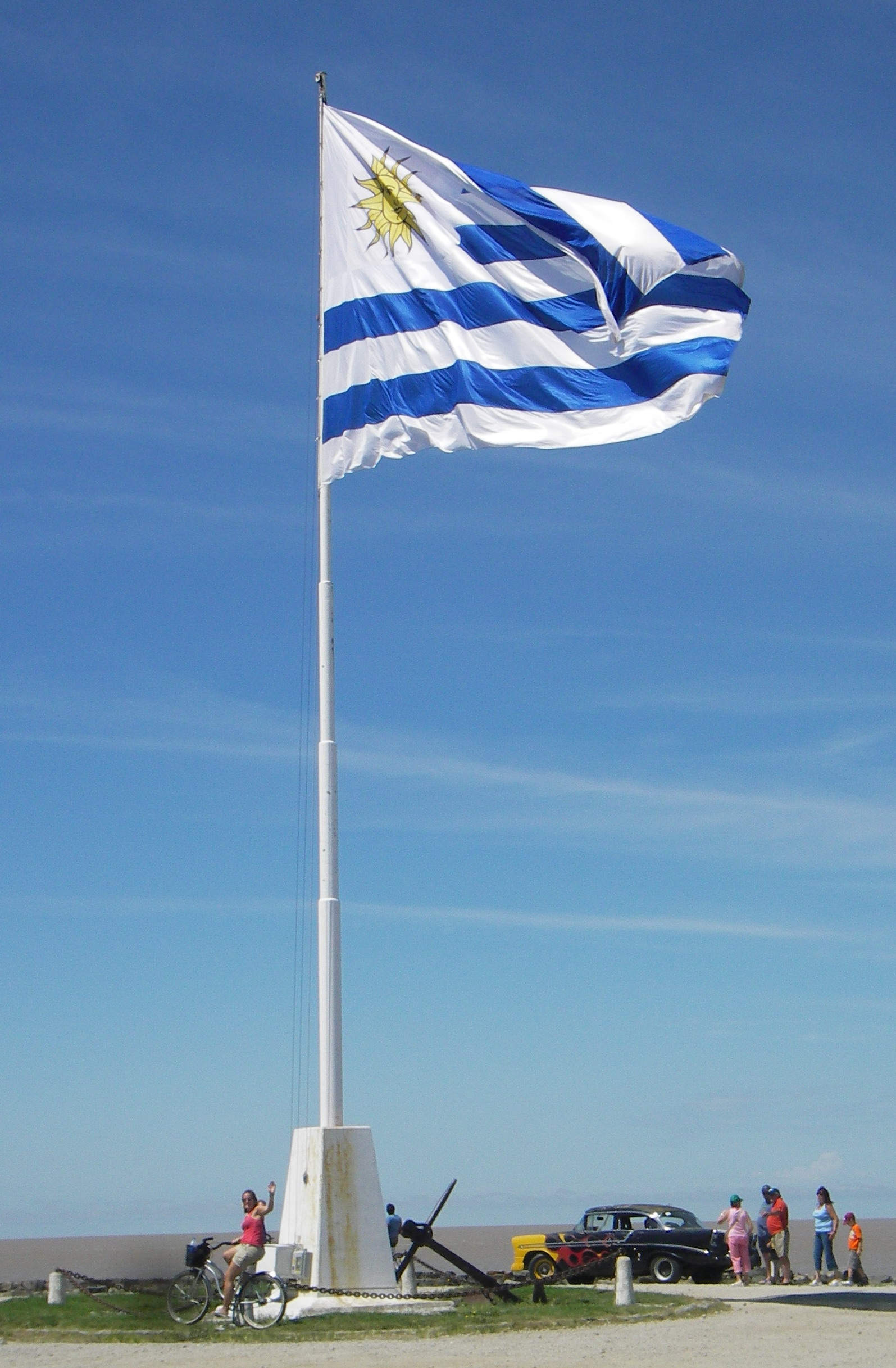
Flaga Urugwaju powiewająca na maszcie w Colonia del Sacramento

### Konstytucja
Pierwsza ustawa zasadnicza Urugwaju została przyjęta w 1830 r. Jej podstawą był popierany przez Wielką Brytanię Traktat z Montevideo (1828), który był także fundamentem dopiero co powstałej urugwajskiej państwowości. Próby zreformowania konstytucji z 1930 r. doprowadziły do przyjęcia nowej w 1966. Propozycja kolejnej jej zmiany w latach 80. została odrzucona przez społeczeństwo.

### Ustrój polityczny
Na mocy konstytucji z 1966 r. Urugwaj jest republiką wielopartyjną. Władza ustawodawcza należy do dwuizbowego Zgromadzenia Powszechnego (Asamblea General). Prezydent, Senat (Cámara de Senadores) liczący 31 senatorów i 99 członków Izby Reprezentantów (Cámara de Diputados) pochodzą z wyborów powszechnych – ich kadencja trwa 5 lat. Władza wykonawcza należy do rządu, na czele którego stoi prezydent, który jest również głową państwa. Trójstopniowy podział władzy uzupełniają niezawisłe sądy.
W 1917 r. Urugwaj ogłosił się konstytucyjnym państwem świeckim.

### Partie polityczne
W historii Urugwaju największe znaczenie polityczne miały dwie partie: Colorado (Partido Colorado) oraz Narodowa (Partido Nacional-Blancos). W ostatnich wyborach zwyciężył Luis Lacalle Pou.

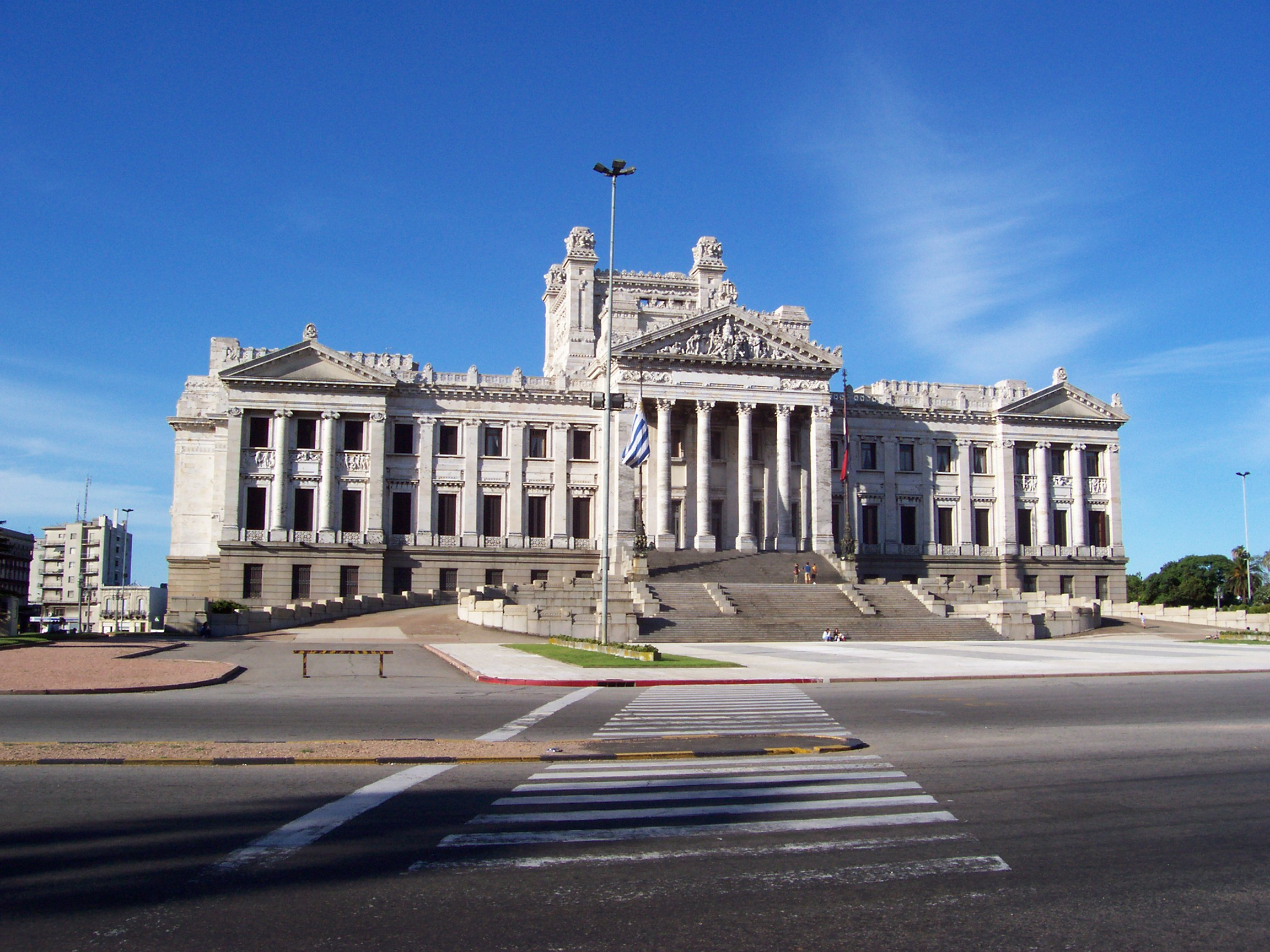
Budynek parlamentu urugwajskiego

- Frente Amplio Encuentro Progresista Nueva Mayoria (Progressive Encounter) – lewicowa liberalna
- Partido Colorado – centroprawicowa
- Partido Nacional-Blancos – centroprawicowa
- Nuevo Espacio – liberalna demokratyczna
- Asamblea Uruguay – centrum
- Confluencia Frenteamplio – prawicowa (chrześcijańsko-demokratyczna)
- Corriente 78 – postępowa
- Movimiento de Participación Popular – skrajnie lewicowa
- Partido Comunista del Uruguay – lewicowa (komunistyczna)
- Partido de los Comunes – lewicowa (komunistyczna)
- Partido Demócrata Cristiano del Uruguay – lewicowa chrześcijańska
- Partido Socialista del Uruguay – lewicowa (socjalistyczna)

W 1927 r. Urugwaj przyznał kobietom prawa wyborcze.

### Sądownictwo
Sąd Najwyższy sprawuje naczelną i ostateczną władzę sądowniczą. Członkowie tego sądu są nominowani przez prezydenta, a wybierani przez Zgromadzenie Powszechne na dziesięcioletnią kadencję. System sądowniczy uzupełniają sądy apelacyjne, wyborcze oraz administracyjne. Istnieją również sądy wojskowe. Urugwaj był pierwszym południowoamerykańskim państwem, które zalegalizowało związki partnerskie osób przeciwnej i tej samej płci, dopuściło możliwość adopcji dzieci przez pary jednopłciowe, i zalegalizowało użytkowanie i sprzedaż marihuany.

## Siły zbrojne
Urugwaj dysponuje trzema rodzajami sił zbrojnych: wojskami lądowymi, marynarką wojenną i siłami powietrznymi. Uzbrojenie sił lądowych Urugwaju składało się w 2014 roku m.in. z: 79 czołgów, 474 opancerzonych pojazdów bojowych, 6 dział samobieżnych oraz 64 zestawów artylerii holowanej. Marynarka wojenna Urugwaju dysponowała w 2014 roku trzema okrętami obrony przybrzeża, trzema okrętami obrony przeciwminowej oraz dwoma fregatami. Urugwajskie siły powietrzne z kolei posiadały w 2014 roku uzbrojenie w postaci m.in. 22 samolotów transportowych, 20 samolotów szkolno-bojowych oraz 20 śmigłowców.
Wojska urugwajskie w 2014 roku liczyły 24 tys. żołnierzy zawodowych oraz 1000 rezerwistów. Według rankingu Global Firepower (2014) urugwajskie siły zbrojne stanowią 101. siłę militarną na świecie, z rocznym budżetem na cele obronne w wysokości 490 mln dolarów (USD).

## Podział administracyjny Urugwaju

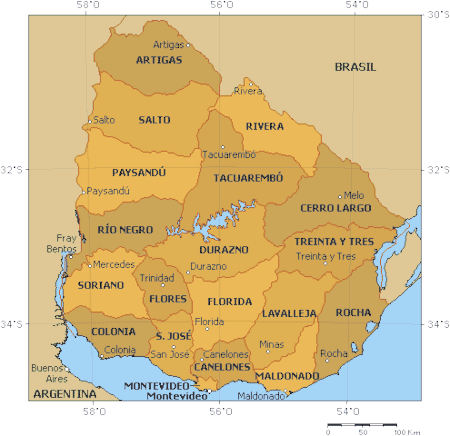

Urugwaj dzieli się na 19 departamentów:
- Artigas
- Canelones
- Cerro Largo
- Colonia
- Durazno
- Flores
- Florida
- Lavalleja
- Maldonado
- Montevideo
- Paysandú
- Río Negro
- Rivera
- Rocha
- Salto
- San José
- Soriano
- Tacuarembó
- Treinta y Tres

## Ludność

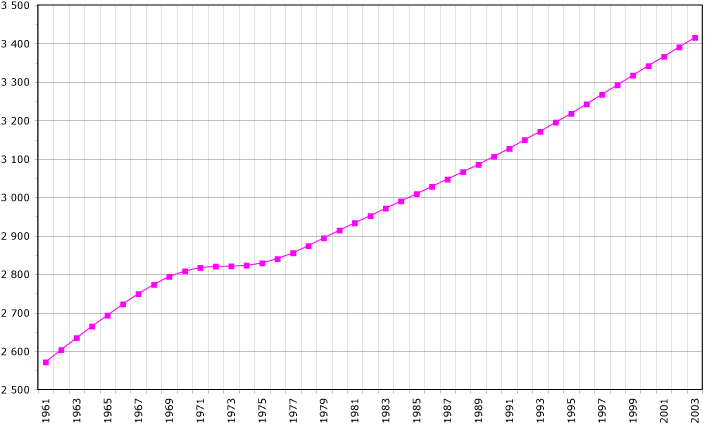
Zmiana liczby ludności Urugwaju w latach 1961–2003 (w tysiącach)

W czasach pierwszych kolonizatorów tereny obecnego Urugwaju zamieszkiwali Indianie z grupy językowej tupi-guarani. Dziś społeczeństwo tego państwa składa się w większości z ludności pochodzenia europejskiego. Biali Urugwajczycy są w większości potomkami hiszpańskich i włoskich imigrantów, stanowiąc tym samym 88% ludności kraju. Skład etniczny Urugwaju uzupełniają Metysi, czyli (potomkowie Indian i białych) – 6% i czarnoskórzy – 6%. Istnieje bardzo nieliczna społeczność indiańska, która w większości wymarła w XIX wieku. Rozmieszczenie mieszkańców jest bardzo nierównomierne. Miasta skupiają około 89,4% ogółu ludności, z czego ponad połowa mieszka w aglomeracji Montevideo. Do obszarów gęściej zaludnionych należy także departament Canelones oraz departamenty położone w południowej części kraju. W najmniej zamieszkanych departamentach interioru gęstość zaludnienia nie przekracza 5 osób na km².

### Język
Mieszkańcy Urugwaju posługują się językiem hiszpańskim. Część ludności zamieszkałej przy granicy z Brazylią używa dialektu portuñol lub brazilero (odmiana hiszpańskoportugalska).

### Religia
Urugwaj to najbardziej zsekularyzowany kraj Ameryki Południowej, rozdział państwa i Kościoła wprowadzony został w 1917 roku. Wolność wyznania jest zagwarantowana w konstytucji. 45% Urugwajczyków należy do Kościoła katolickiego (2010). Protestanci stanowią ok. 13% społeczeństwa (2010). Około 1,5% ludności należy do innych wyznań, głównie judaizmu i umbandy. 40% Urugwajczyków to bezwyznaniowcy; 17% to ateiści i agnostycy, a 23% to wierzący, ale bez przynależności konfesyjnej. Obecnie obserwuje się w Urugwaju wzrost zainteresowania religiami pochodzenia afrykańskiego, wywodzącymi się z Brazylii, takimi jak macumba i umbanda.
Według danych za rok 2006 w Montevideo katolicy stanowili 43,7%, w małych miastach 48,0%, a na wsi 54,9%, przy średniej krajowej 47,1%. Protestanci stanowili 8,2% mieszkańców Montevideo, 14,0% małych miast, 10,6% mieszkańców wsi, przy średniej krajowej 11,1%. Ateiści i agnostycy stanowili 22,7% mieszkańców Montevideo, 14,3% małych miast, 10,2% mieszkańców wsi, przy średniej krajowej 17,2%.
Według danych za rok 2010 Urugwajczycy należeli do następujących wyznań:
- katolicy – 1 510 464 (45,0%)
- protestanci – 436 354 (13,0%)
  - Kościół Nowoapostolski – 29 323 członków
  - Zbory Boże (EUA) – 7500
  - Misión Vida – 7500
  - Tabernáculo Cristo es la Respuesta – 7000
  - Kościół Adwentystów Dnia Siódmego – 7000
  - Kościół Boży – 7000
  - Konwencja Baptystyczna – 5000
  - Zbory Boże (Finlandia) – 4050
  - Kościół Nazarejczyka – 4000
  - Kościół Waldensów – 3916
  - Zbory Boże (Szwecja) – 2400
  - Misja Zborów Bożych – 2200
  - Hermanos Cristianos – 1500
  - Międzynarodowy Ruch Kościoła Bożego – 1500
  - Kościół Metodystyczny – 1250
  - Alianza Cristiana y Misionera – 1071
  - Kościół Luterański – 1040
  - Iglesia Cristiana Evangélica Sarón – 1000
  - Chrześcijańska Misja Zielonoświątkowa (Chile) – 1000
- inne religie – 50 349 (1,5%)
- bezwyznaniowcy – 1 359 417 (40,5%).

### Statystyki demograficzne
| Statystyki demograficzne (2010)   | Statystyki demograficzne (2010)             |
| --------------------------------- | ------------------------------------------- |
| Liczba ludności                   | 3 510 386                                   |
| Ludność według wieku              |                                             |
| 0–14 lat                          | 22,4% mężczyzn: 397 942 kobiet: 385 253     |
| 15–64 lat                         | 64,3% mężczyzn: 1 115 963 kobiet: 1 129 478 |
| ponad 64 lata                     | 13,3% mężczyzn: 187 176 kobiet: 278 570     |
| Średnia wieku                     |                                             |
| w całej populacji                 | 33,7 lat                                    |
| mężczyzn                          | 32,3 lat                                    |
| kobiet                            | 35,1 lat                                    |
| Przyrost naturalny                | 0,45%                                       |
| Współczynnik urodzeń              | 13,64 urodzeń/1000 mieszkańców              |
| Współczynnik zgonów               | 9,06 zgonów/1000 mieszkańców                |
| Współczynnik migracji             | –0,14 migrantów/1000 mieszkańców            |
| Ludność według płci               |                                             |
| przy narodzeniu                   | 1,04 mężczyzn/kobiet                        |
| poniżej 15 lat                    | 1,03 mężczyzn/kobiet                        |
| 15–64 lat                         | 0,99 mężczyzn/kobiet                        |
| powyżej 64 lat                    | 0,69 mężczyzn/kobiet                        |
| w całej populacji                 | 0,95 mężczyzn/kobiet                        |
| Umieralność niemowląt             |                                             |
| w całej populacji                 | 10,99 martwych/1000 żywych urodzeń          |
| płci męskiej                      | 12,37 martwych/1000 żywych urodzeń          |
| płci żeńskiej                     | 9,57 martwych/1000 żywych urodzeń           |
| Oczekiwana długość życia          |                                             |
| w całej populacji                 | 76,55 lat                                   |
| mężczyzn                          | 73,3 lat                                    |
| kobiet                            | 79,92 lat                                   |
| Rozrodczość                       | 1,89 urodzeń/kobietę                        |
| HIV/AIDS                          |                                             |
| Współczynnik dorosłych z HIV/AIDS | 0,6% (2007)                                 |
| Liczba osób żyjących z HIV/AIDS   | 10 000 (2007)                               |
| Liczba zmarłych na HIV/AIDS       | mniej niż 500 (2007)                        |

### Miasta w Urugwaju
Urugwaj to jedno z najbardziej zurbanizowanych państw Ameryki Południowej. Ludność miejska stanowi blisko 90% ludności kraju, przy czym blisko połowa ludności miejskiej mieszka w stolicy kraju Montevideo, którą zamieszkuje prawie 1,3 mln osób. Liczba ludności innych większych miast, Salto, Ciudad de la Costa czy Paysandú nie przekracza 100 tys. mieszkańców.

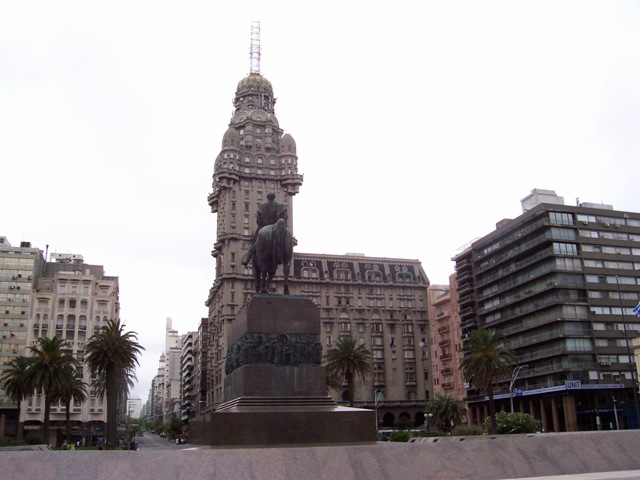
Montevideo, Palacio Salvo

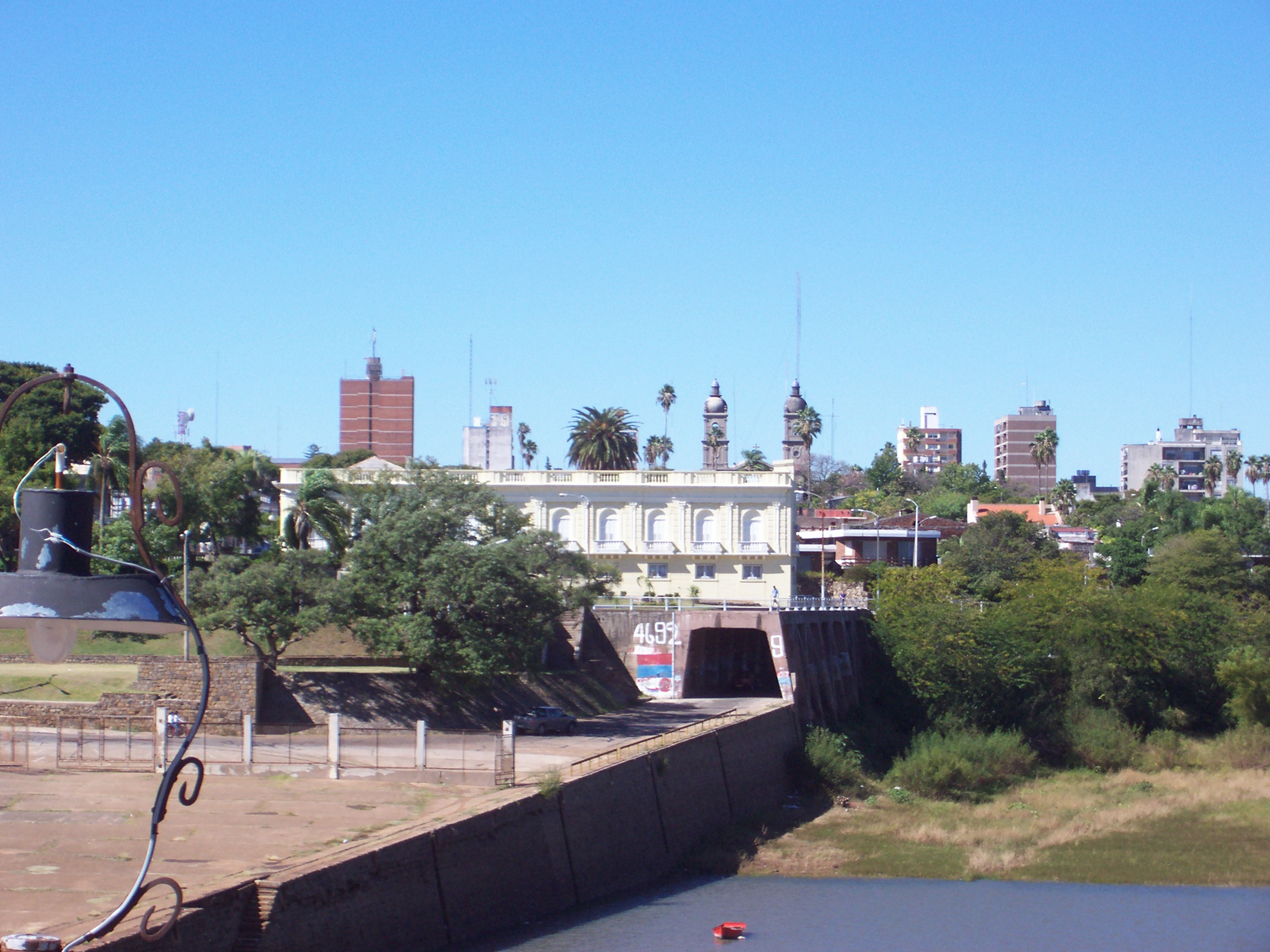
Salto

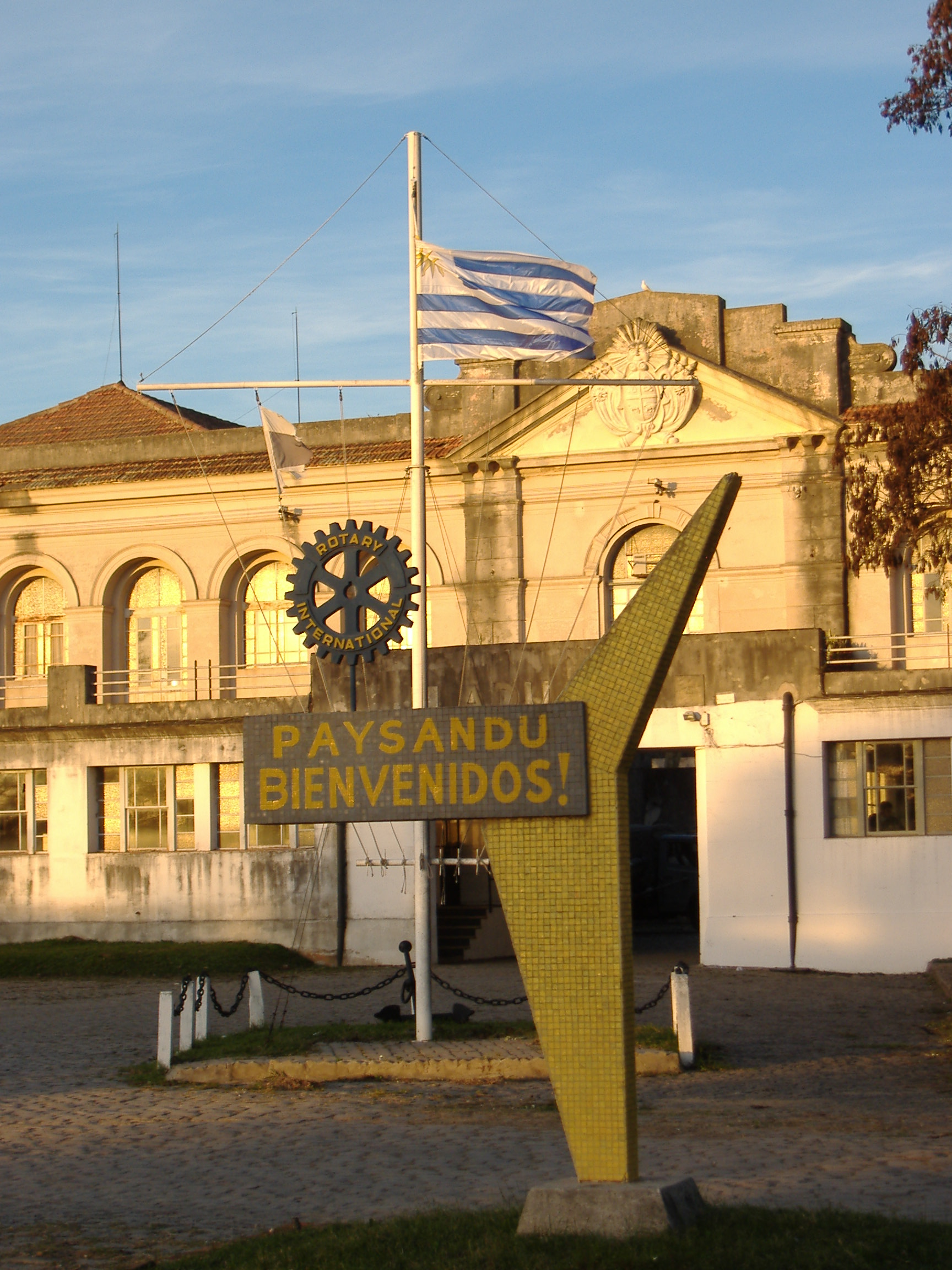
Paysandú, stary port

Poniższa tabela przedstawia miasta Urugwaju liczące powyżej 20 tys. mieszkańców według spisu ludności z 2004 roku:
| Lp. | Miasto             | Spis ludności 2004 | Departament    |
| --- | ------------------ | ------------------ | -------------- |
| 1   | Montevideo         | 1 269 648          | Montevideo     |
| 2   | Salto              | 99 072             | Salto          |
| 3   | Ciudad de la Costa | 83 399             | Canelones      |
| 4   | Paysandú           | 73 272             | Paysandú       |
| 5   | Las Piedras        | 69 222             | Canelones      |
| 6   | Rivera             | 64 426             | Rivera         |
| 7   | Maldonado          | 54 603             | Maldonado      |
| 8   | Tacuarembó         | 51 224             | Tacuarembó     |
| 9   | Melo               | 50 578             | Cerro Largo    |
| 10  | Mercedes           | 42 032             | Soriano        |
| 11  | Artigas            | 41 687             | Artigas        |
| 12  | Minas              | 37 925             | Lavalleja      |
| 13  | San José           | 36 339             | San José       |
| 14  | Durazno            | 33 576             | Durazno        |
| 15  | Florida            | 32 128             | Florida        |
| 16  | Treinta y Tres     | 25 711             | Treinta y Tres |
| 17  | Rocha              | 25 538             | Rocha          |
| 18  | San Carlos         | 24 771             | Maldonado      |
| 19  | Pando              | 24 004             | Canelones      |
| 20  | Fray Bentos        | 23 122             | Río Negro      |
| 21  | Colonia            | 21 714             | Colonia        |
| 22  | Trinidad           | 20 982             | Flores         |

## Gospodarka
W miarę stabilna – jak na latynoamerykańskie warunki – sytuacja polityczna Urugwaju sprawiła, że już przed II wojną światową kraj ten dorobił się miana „latynoskiej Szwajcarii”. Urugwaj jest jednym z najbardziej rozwiniętych krajów Ameryki Południowej.

### Rolnictwo i rybołówstwo

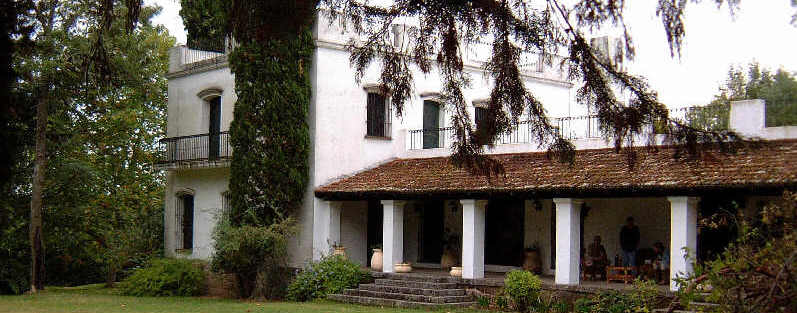
Hacjenda w departamencie Florida

Podstawą gospodarki kraju jest rolnictwo. Użytki rolne stanowią 84% powierzchni Urugwaju. Uprawia się: pszenicę, kukurydzę, jęczmień, sorgo, buraki cukrowe, bataty, ziemniaki, ryż, drzewa cytrusowe, winorośl oraz tytoń szlachetny. Najistotniejsze znaczenie ma hodowla zapoczątkowana już przez osadników zagospodarowujących pampę. Hoduje się przede wszystkim bydło i owce, a także konie. Coraz większego znaczenia nabiera rybołówstwo. Mięso, wełna, skóry i produkty pochodzenia zwierzęcego są głównymi artykułami eksportowymi. Inne płody rolne nie mają większego znaczenia.

### Przemysł
Energetyka kraju oparta jest na odnawialnych źródłach energii. Największy udział mają hydroelektrownie, w tym wybudowanych na rzece Negro z których największą jest Rincón del Bonete. Ostatnie kilkanaście lat to dynamiczny rozwój energetyki wiatrowej i wykorzystującej biomasę. Udział paliw kopalnych w energetyce jest marginalny i wynosi niewiele ponad 5%. 
Urugwaj ma niewielkie zasoby bogactw mineralnych. Eksploatuje się niewielkie ilości uranu, talku oraz granitu. Przemysł wykorzystuje surowce i paliwa sprowadzane z zagranicy.
Najlepiej rozwinięty jest przemysł spożywczy (mleczarski, mięsny, olejarski, tytoniowy), a także włókienniczy (wełniany, skórzany), chemiczny, elektromaszynowy (samochodowy) oraz hutnictwo żelaza.
Największym ośrodkiem przemysłowym jest Montevideo, gdzie znajdują się zakłady przemysłu mięsnego, cukrowniczego i młynarskiego, a także przemysłu skórzanego, włókienniczego, chemicznego (rafineria ropy naftowej) oraz elektromaszynowego.

### Handel i finanse
Głównymi partnerami handlowymi Urugwaju są jego sąsiedzi – Argentyna, Brazylia oraz państwa Mercosur, na które przypada 45% eksportu oraz 43% importu. Handel z Unią Europejską obejmuje 20% wzajemnych obrotów, natomiast na Stany Zjednoczone przypada 7% eksportu oraz 11% importu.

### Turystyka
Ciepły i łagodny klimat, morze, latynoska kultura, zabytki oraz dzika przyroda sprawiają, że Urugwaj coraz częściej figuruje w ofertach biur podróży na całym świecie. W związku z tym turystyka stała się ważnym źródłem dewiz. Sławne kurorty riwiery urugwajskiej na czele z Punta del Este przyciągają coraz więcej spragnionych słońca wczasowiczów. Szczególnie wówczas, gdy na północnej półkuli panuje zima.
Ponadto turystów przyciągają zabytki oraz atmosfera Montevideo czy Colonia del Sacramento, której historyczna dzielnica została wpisana na listę dziedzictwa UNESCO. Piękno urugwajskiej przyrody ucieleśnia Rezerwat biosfery UNESCO Bañados del Este w północno-wschodniej części kraju.
Rolniczy charakter kraju w połączeniu z tutejszym folklorem stworzyły podstawy do rozwoju agroturystyki. Mimo niezbyt długiej historii ten niewielki latynoski kraj szczyci się bogatym dziedzictwem kulturowym, będącym mieszanką wpływów europejskich i afrykańskich, co można zobaczyć chociażby w wielu placówkach muzealnych.

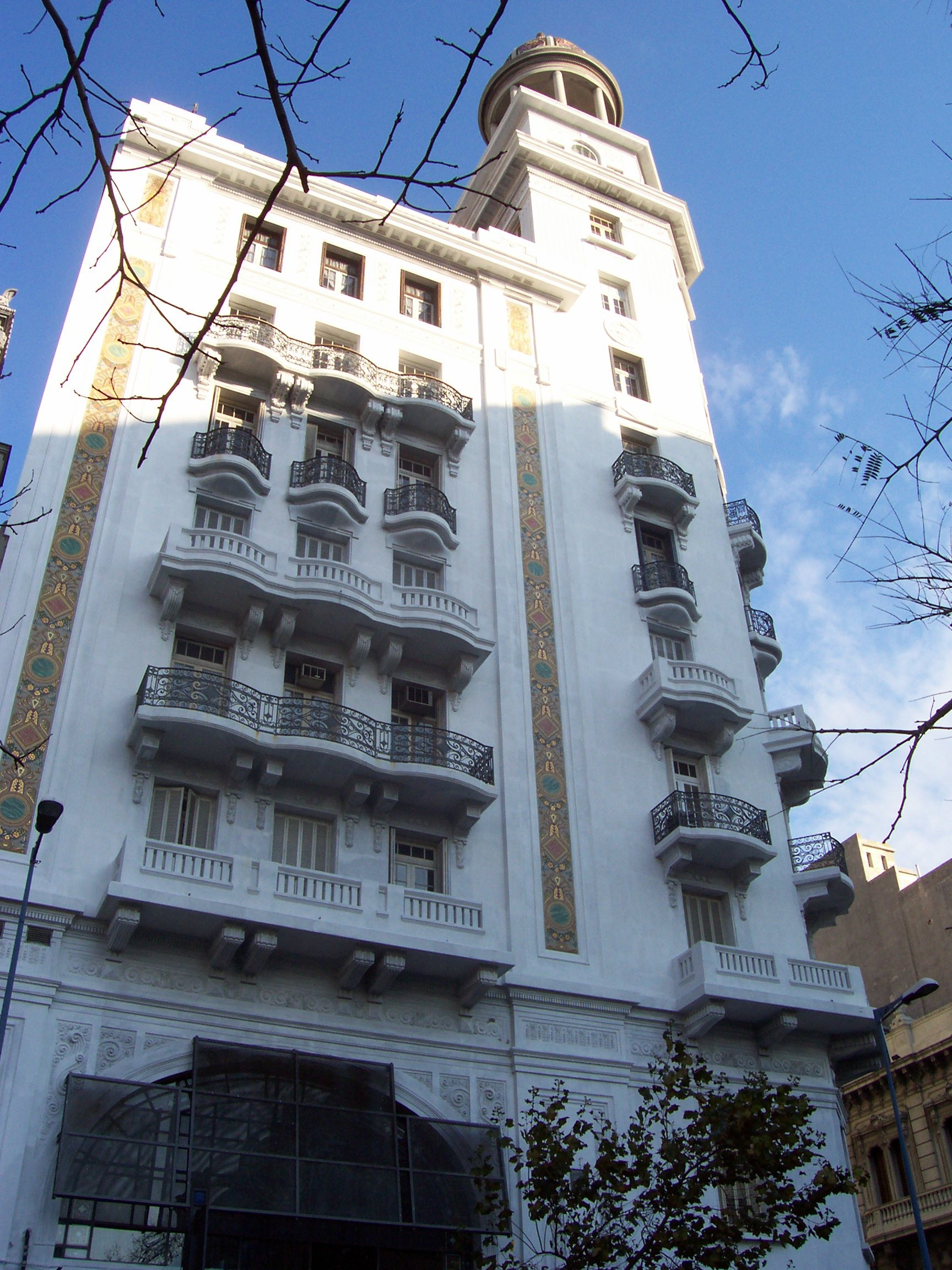
Kamienica w Montevideo
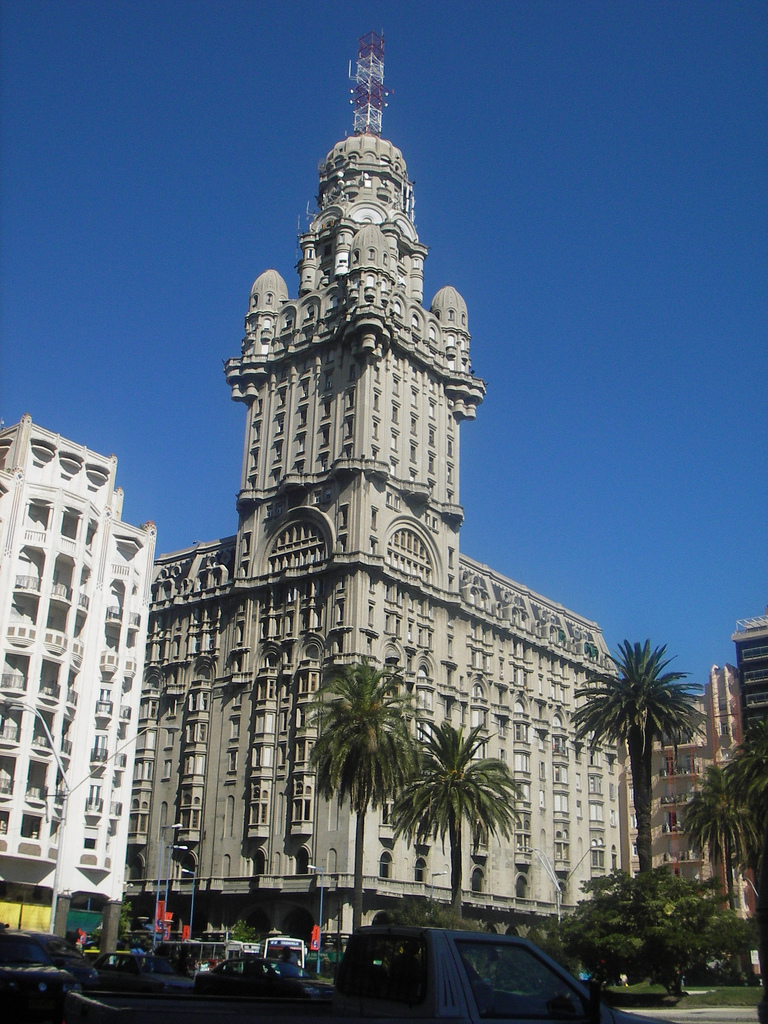
Palacio Salvo w Montevideo
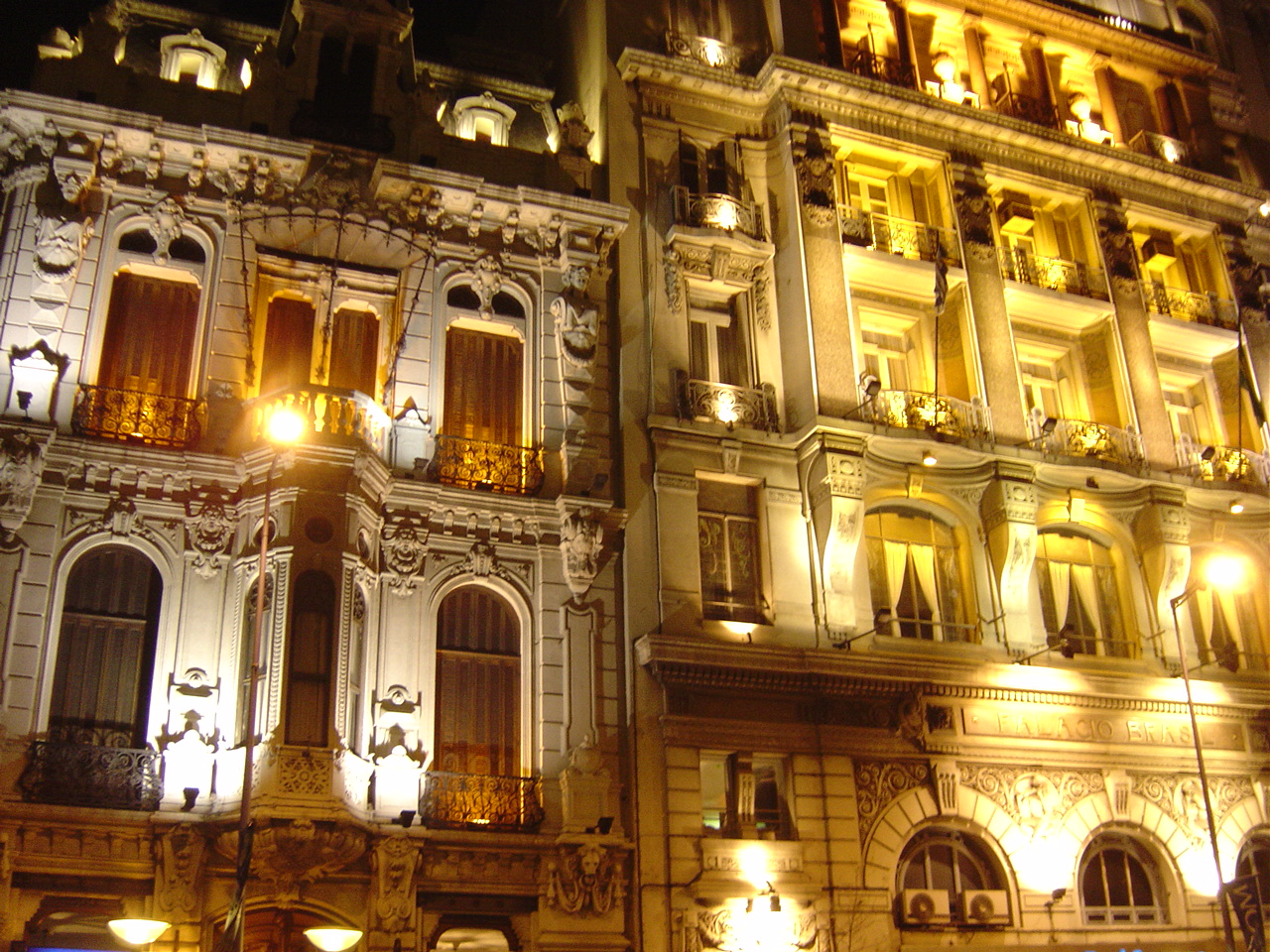
Montevideo nocą
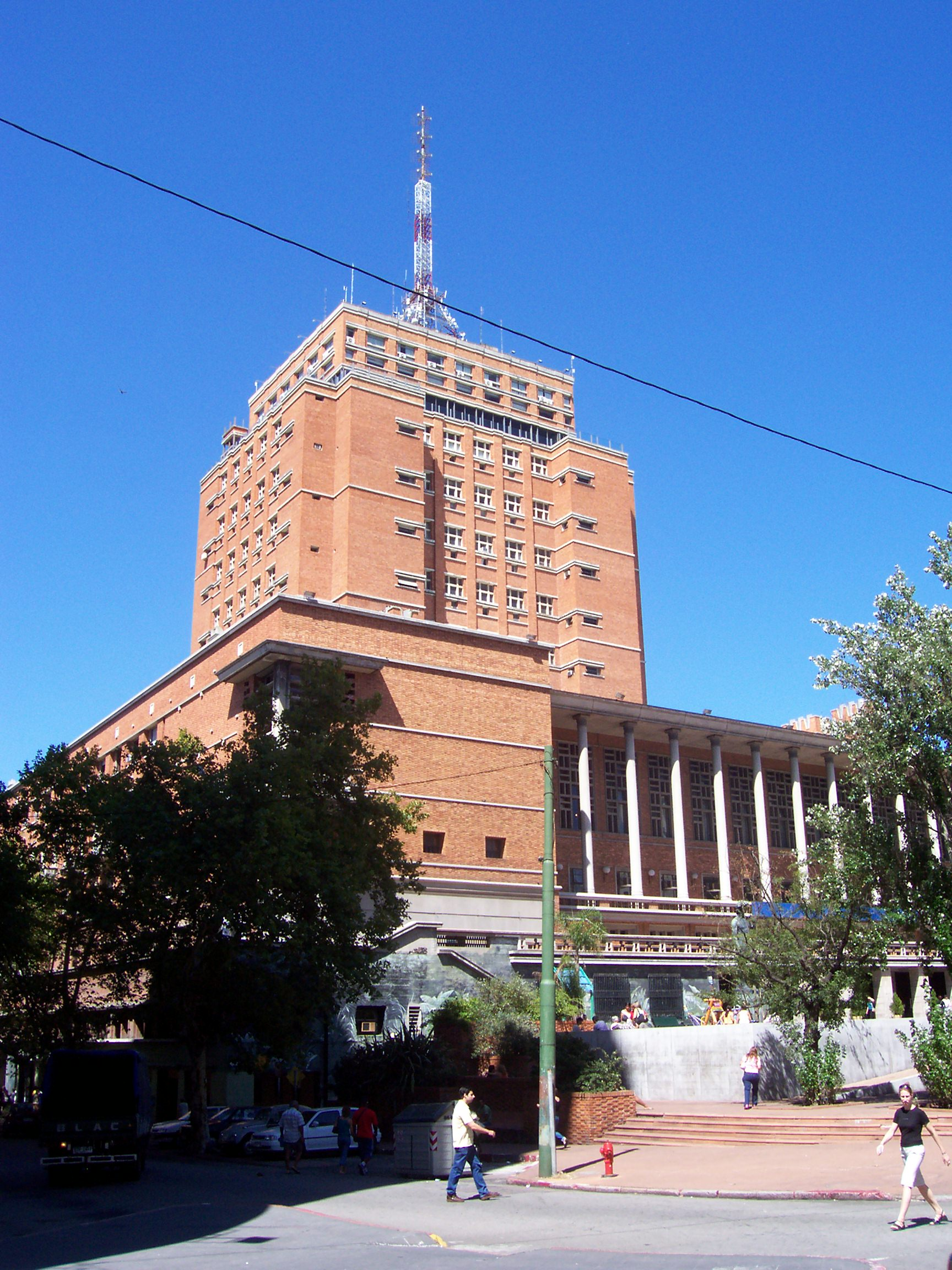
Montevideo-ratusz miejski
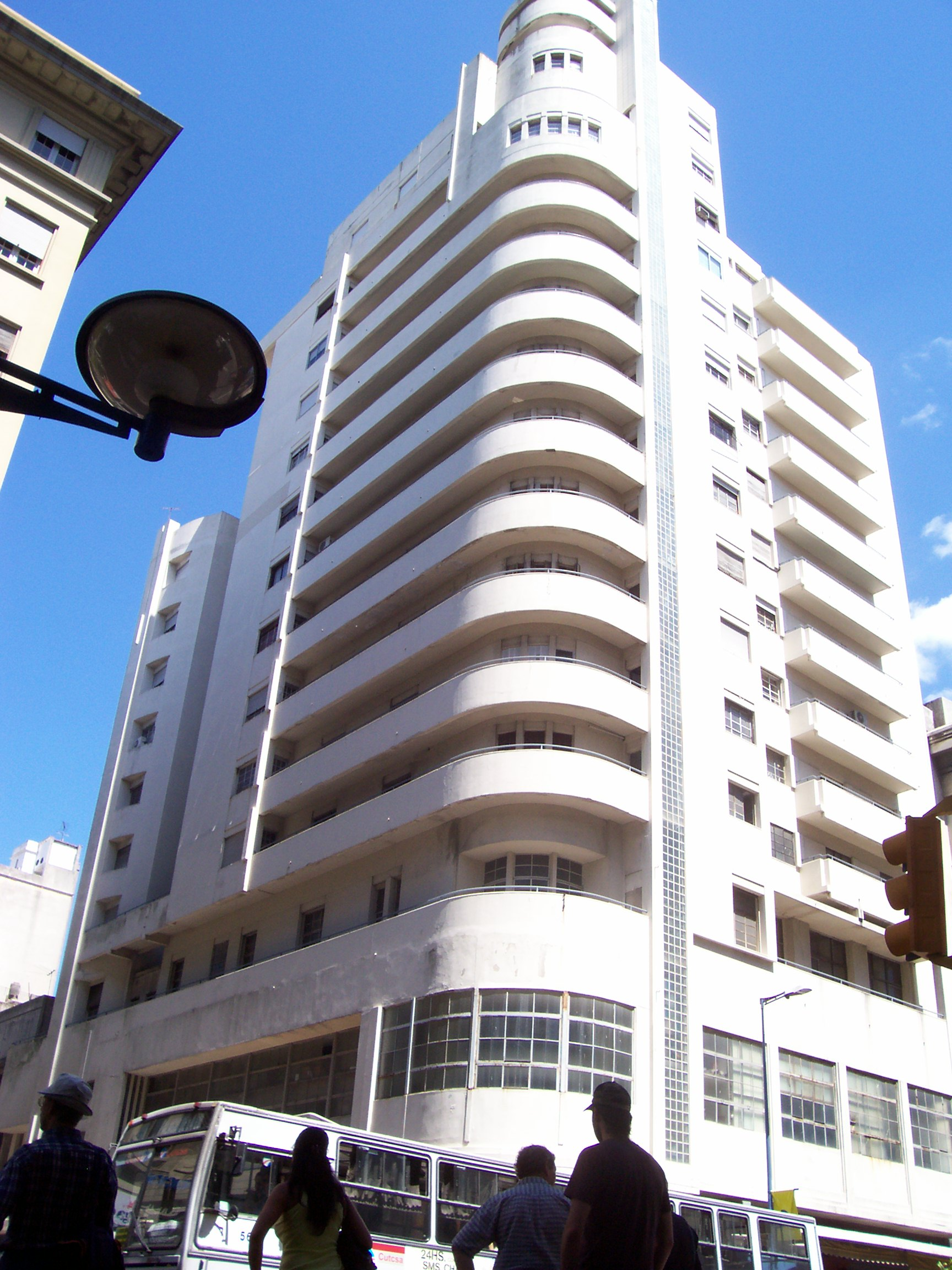
Montevideo-siedziba gazety El Popular
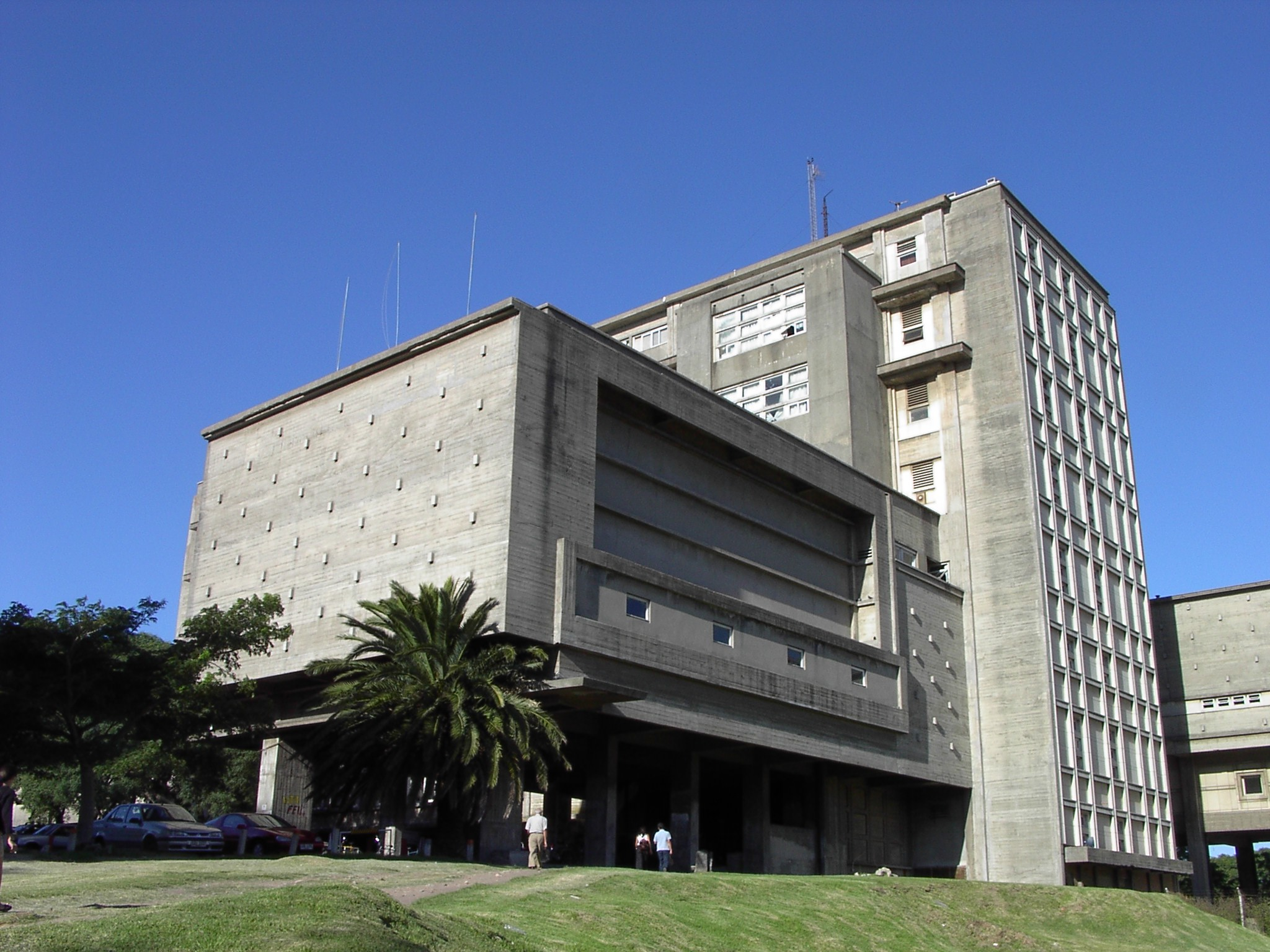
Uniwersytet Republiki-Wydział Inżynierii
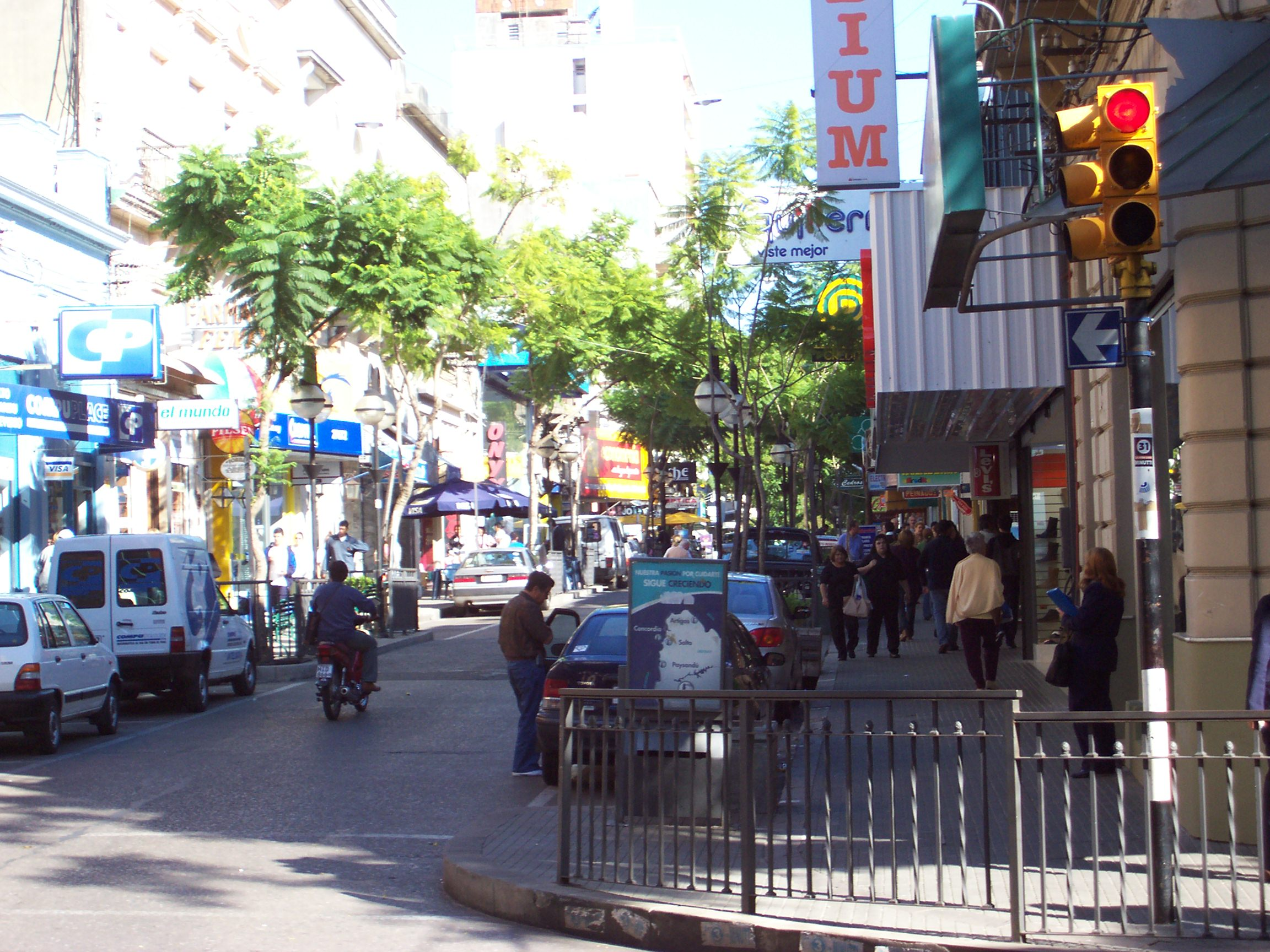
Salto
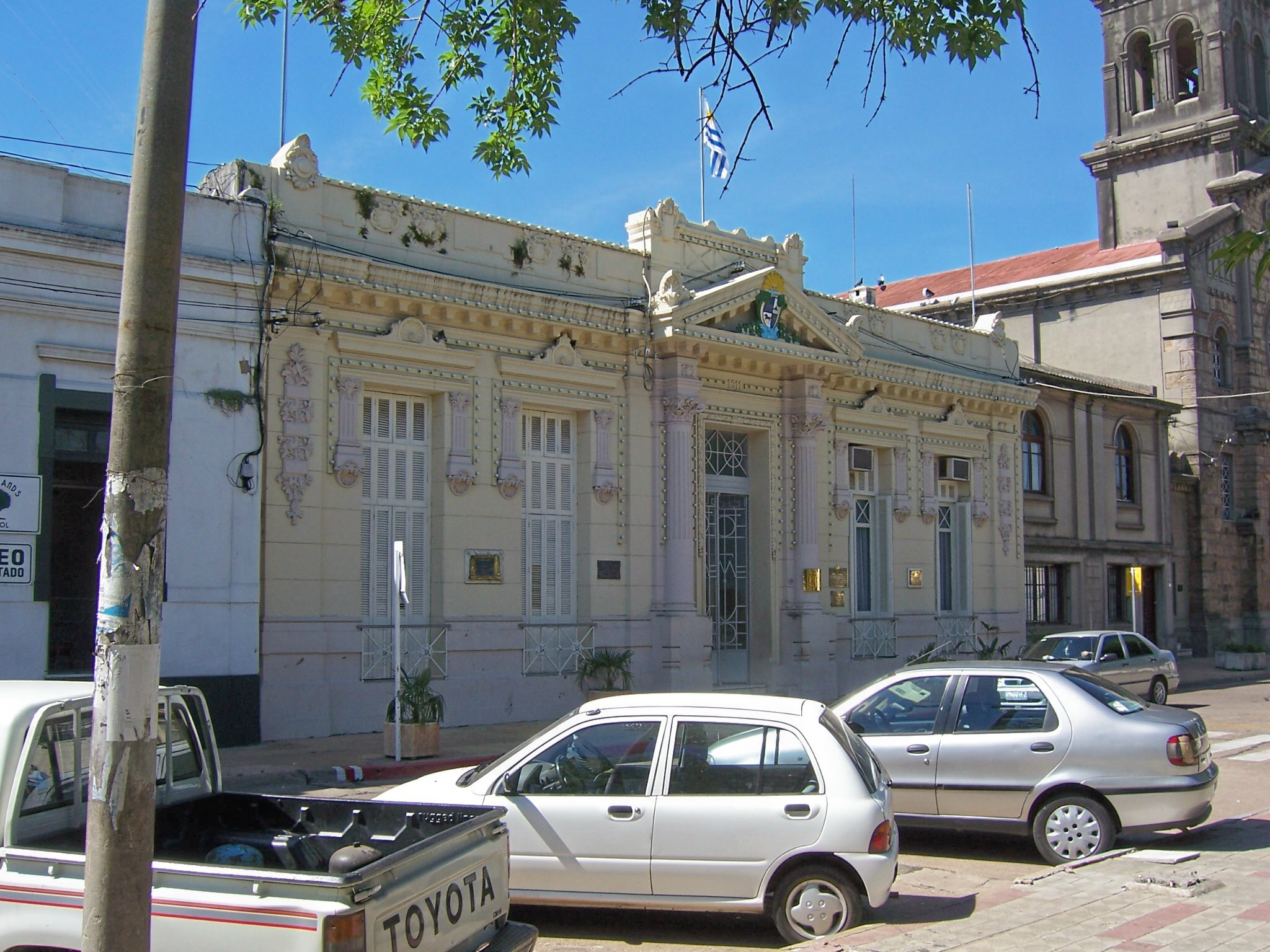
Tacuarembó
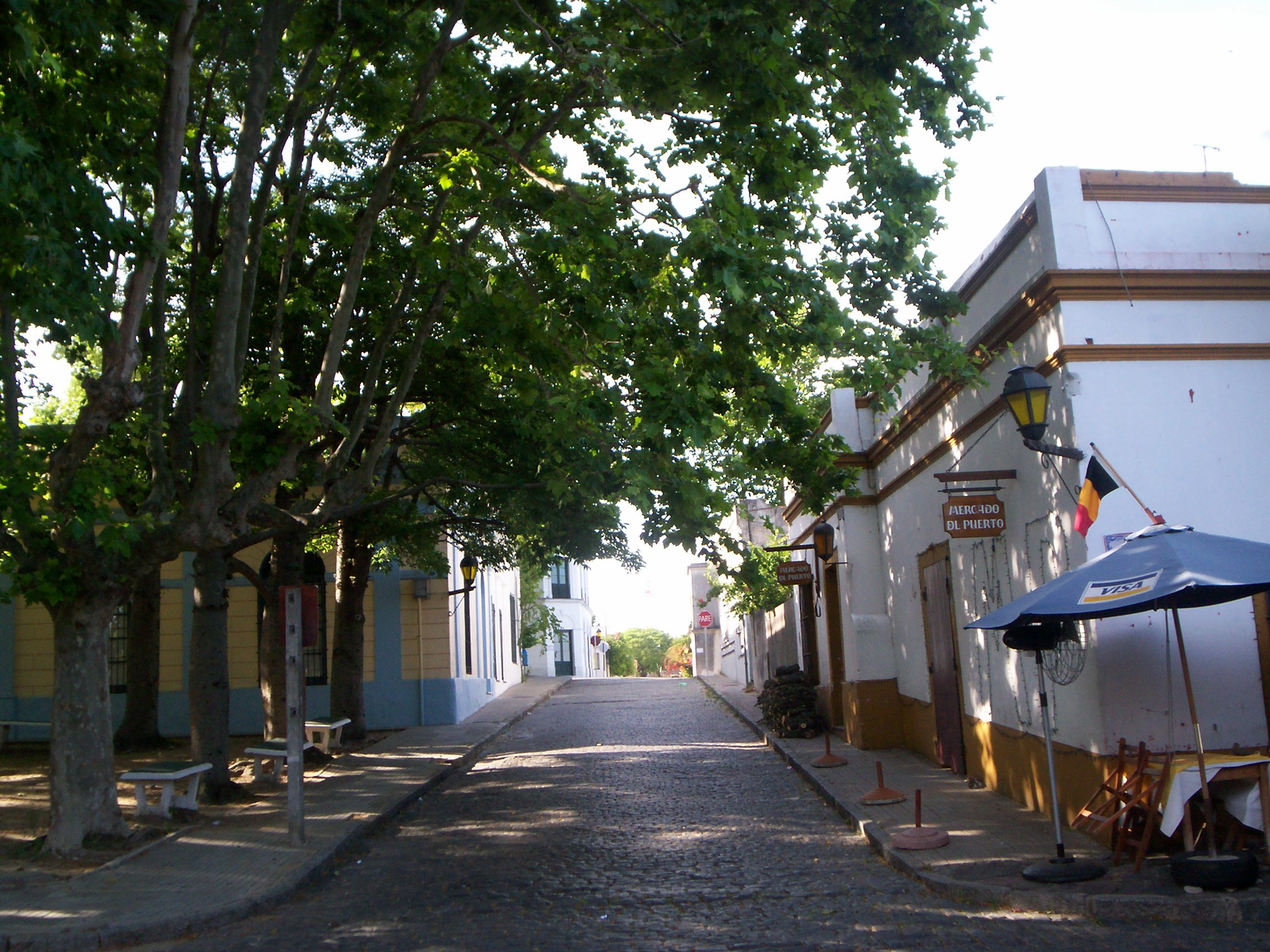
Colonia del Sacramento
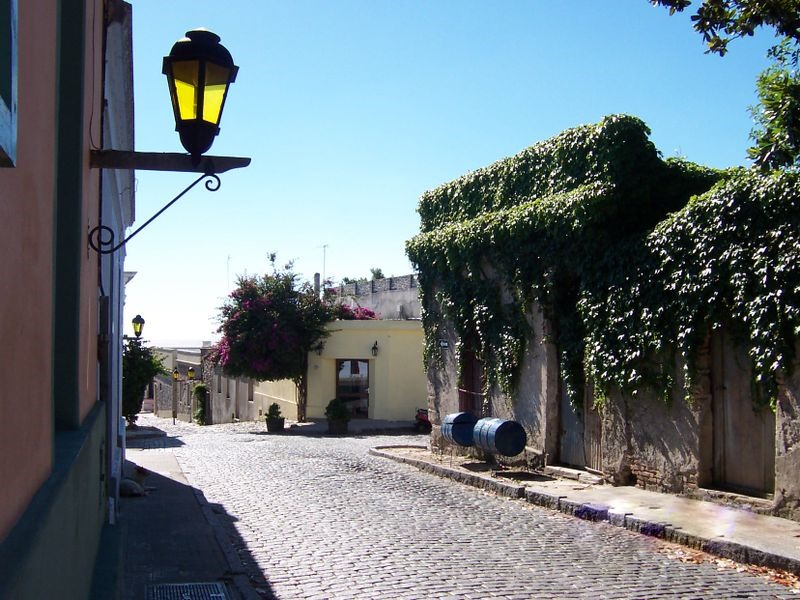
Colonia del Sacramento
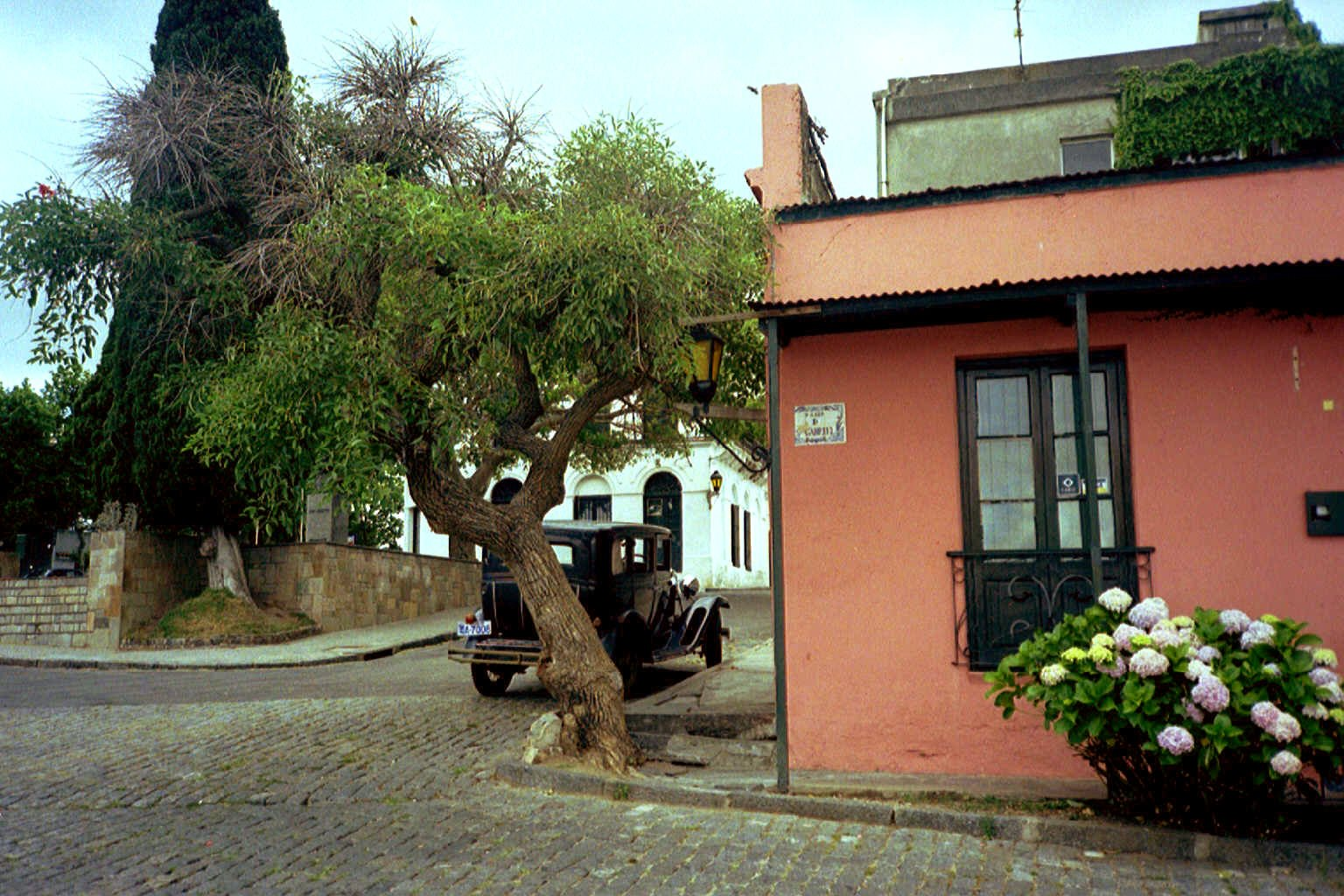
Colonia del Sacramento
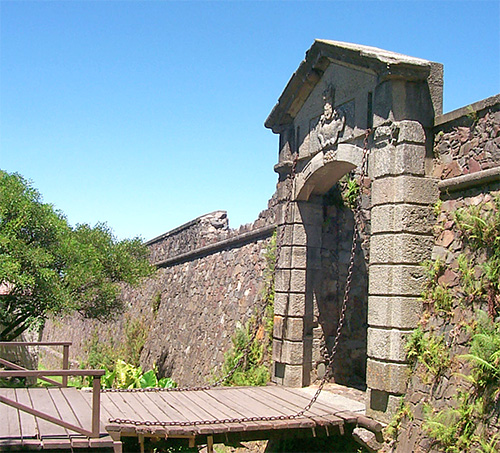
Colonia del Sacramento
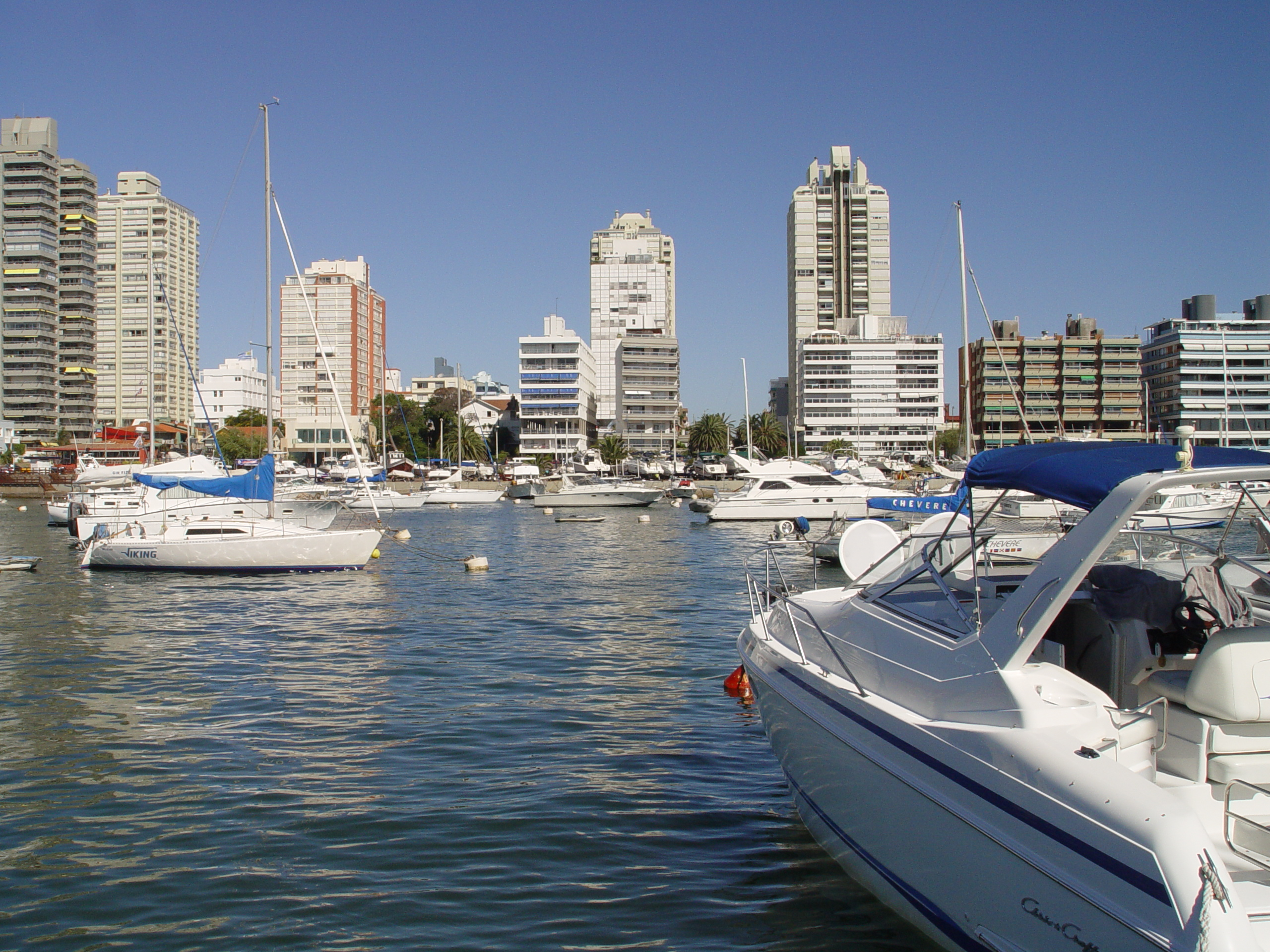
Marina w Punta del Este
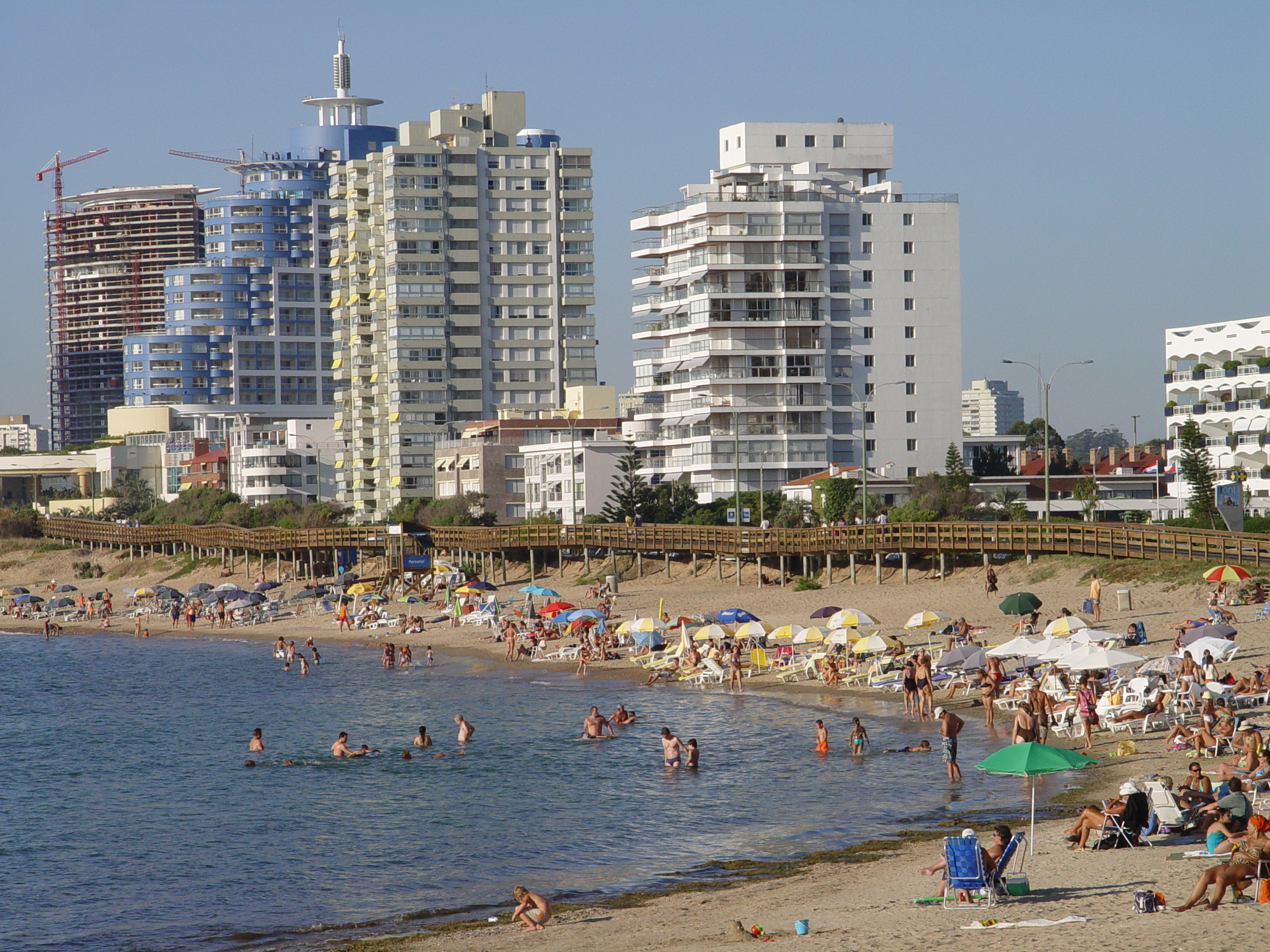
Punta del Este
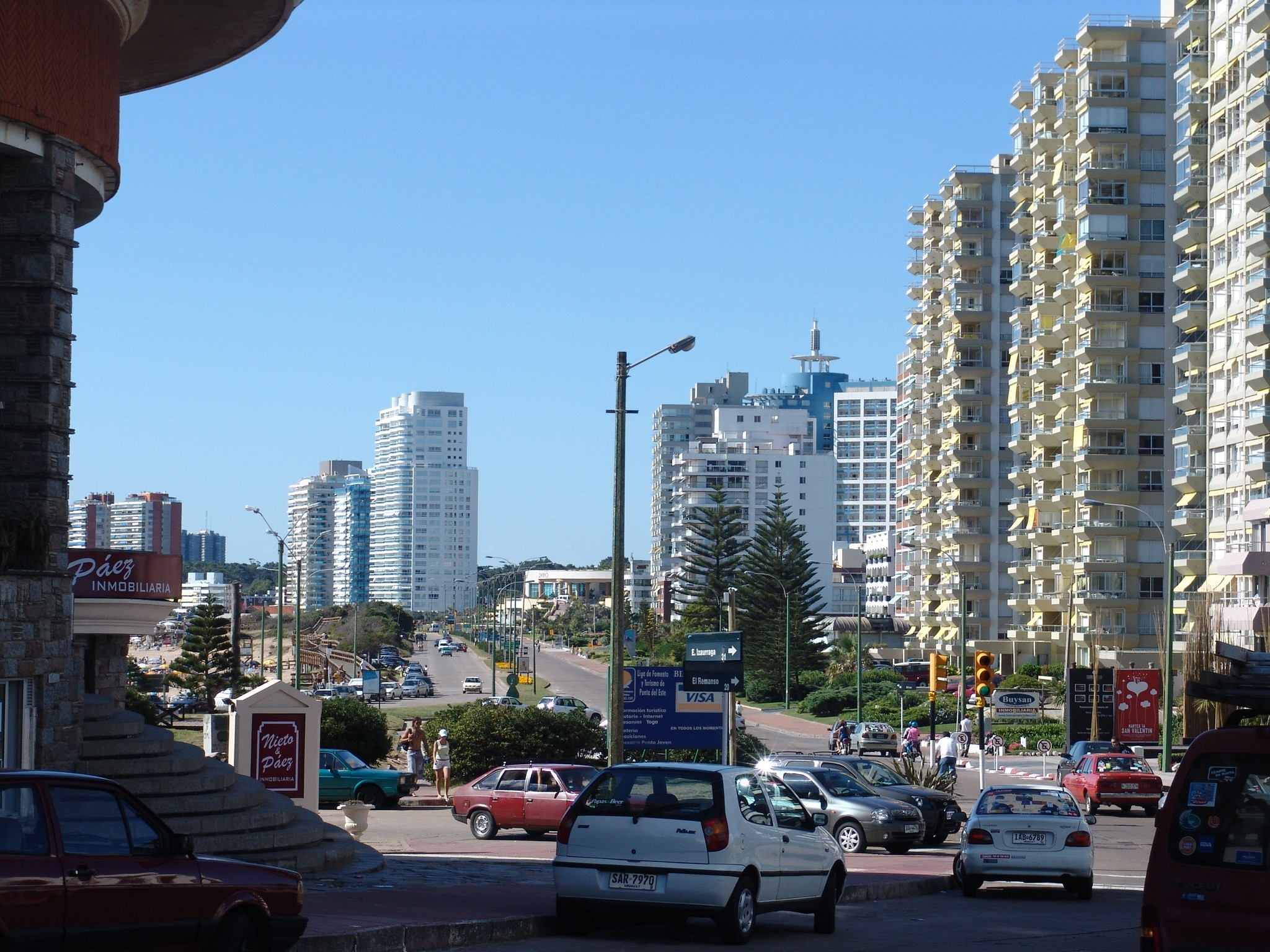
Punta del Este
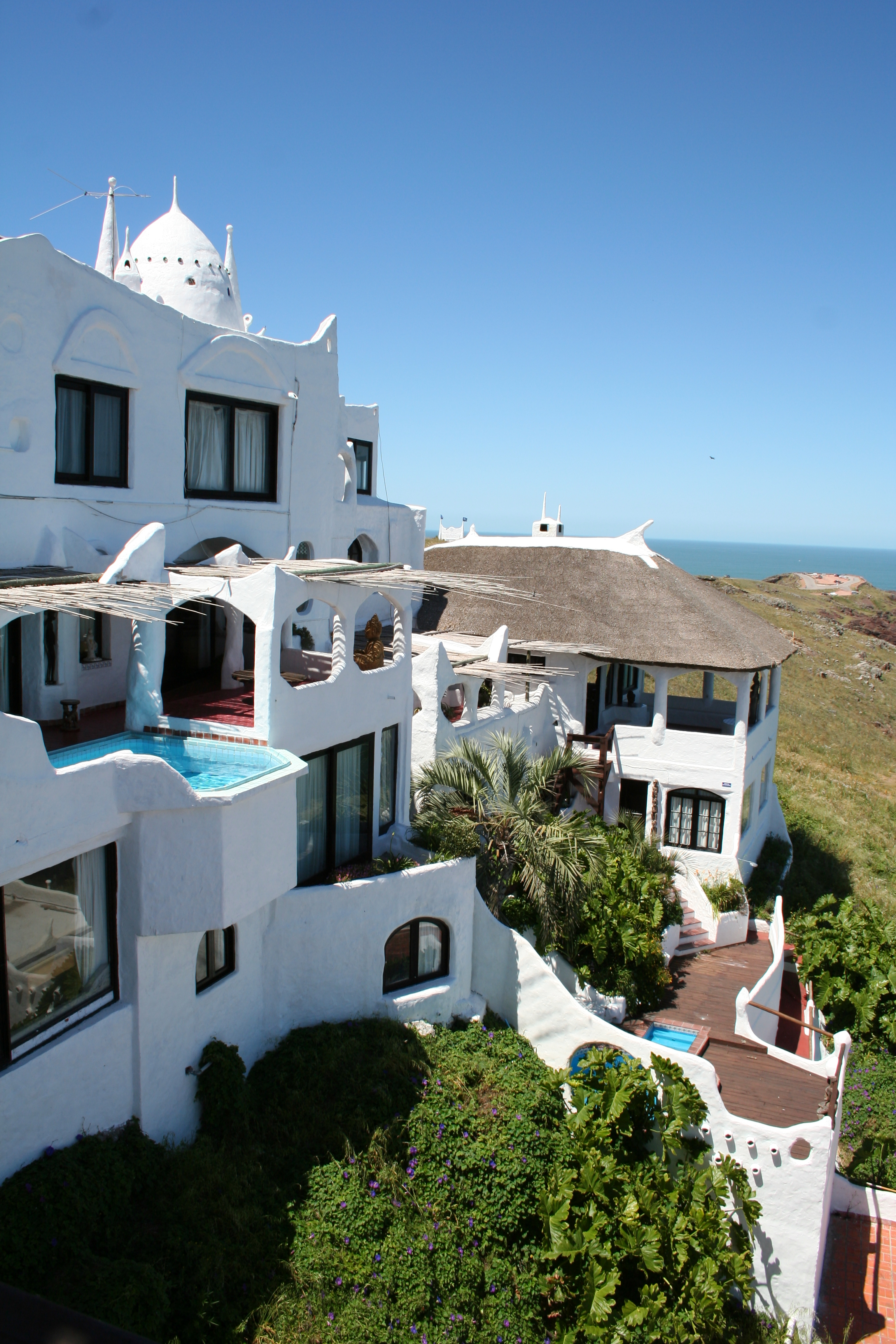
Dom Casapueblo nieopodal Punta del Este
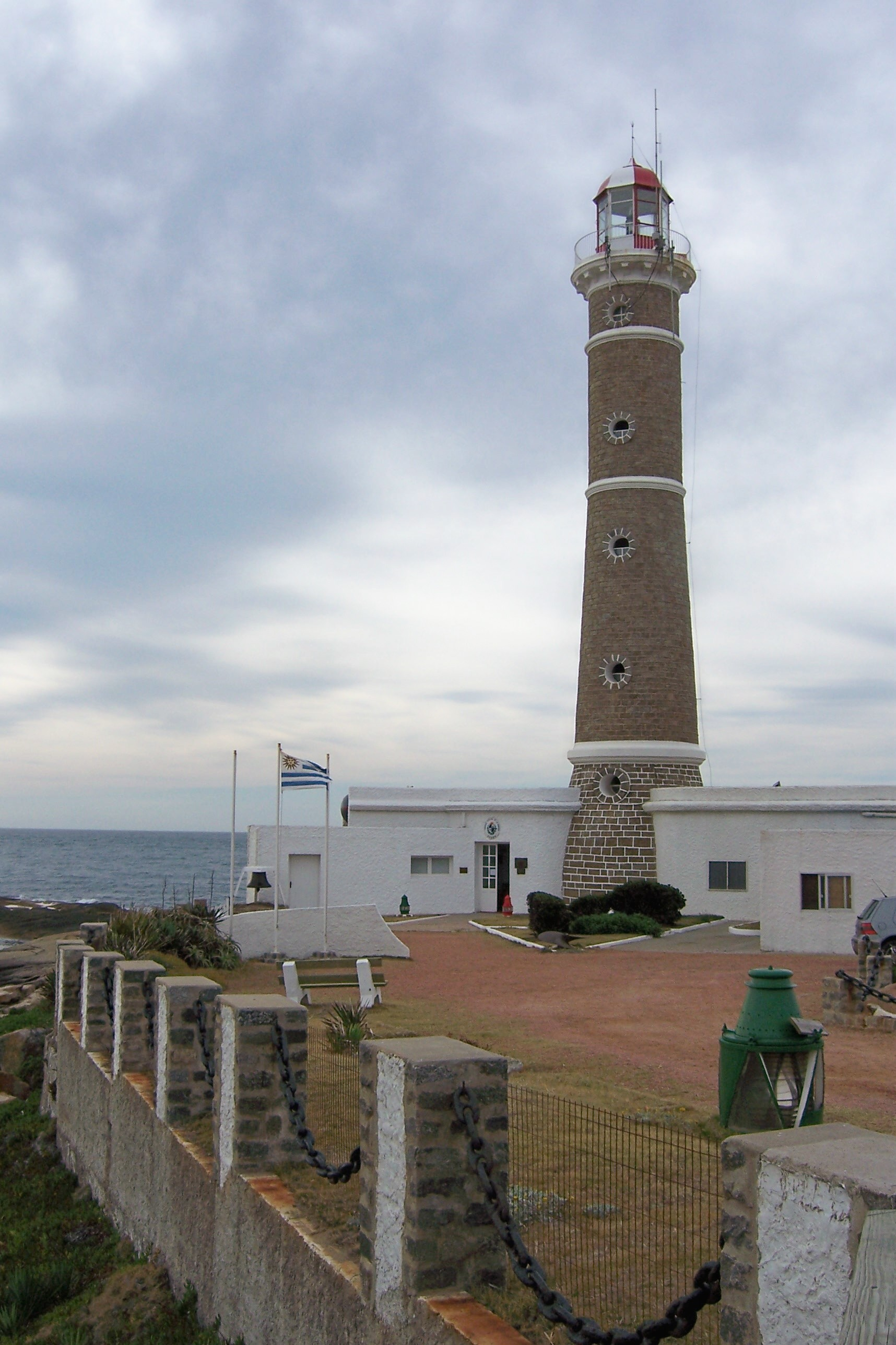
Latarnia morska w José Ignacio
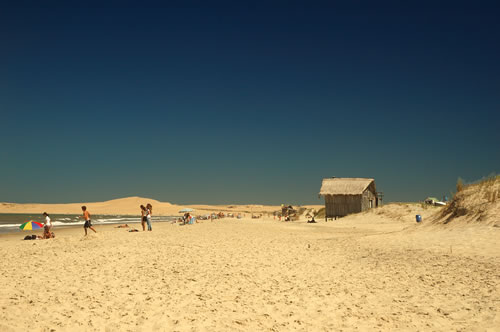
Plaża w Valizas

## Transport

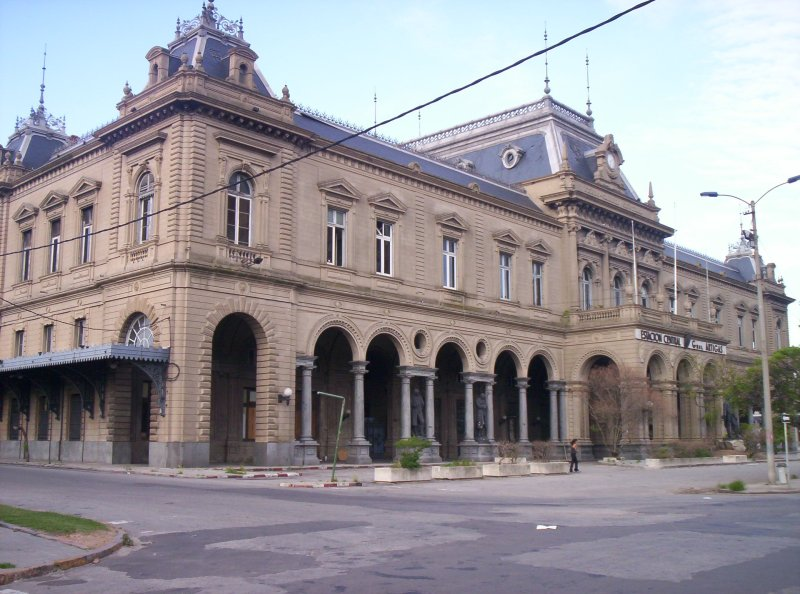
Dworzec kolejowy w Montevideo

Wszystkie główne szlaki drogowe i kolejowe rozchodzą się promieniście z Montevideo, które jest tym samym najważniejszym węzłem komunikacyjnym Urugwaju. Sieć dróg i kolei jest dobrze rozwinięta, szczególnie w południowej części kraju. Im dalej na północ, tym ta sieć staje się rzadsza. LFU (Lineas Ferreas Uruguayas) to narodowe linie kolejowe Urugwaju obsługujące zarówno ruch pasażerski, jak i towarowy. Główny dworzec autobusowy w Montevideo mieści się przy placu Tres Cruzes. Powszechne jest korzystanie z taksówek i remises (korporacje taksówkowe dysponujące lepszymi środkami transportu i bez tradycyjnego oznakowania pojazdu). W stolicy kraju Montevideo znajduje się największy dworzec kolejowy w kraju.

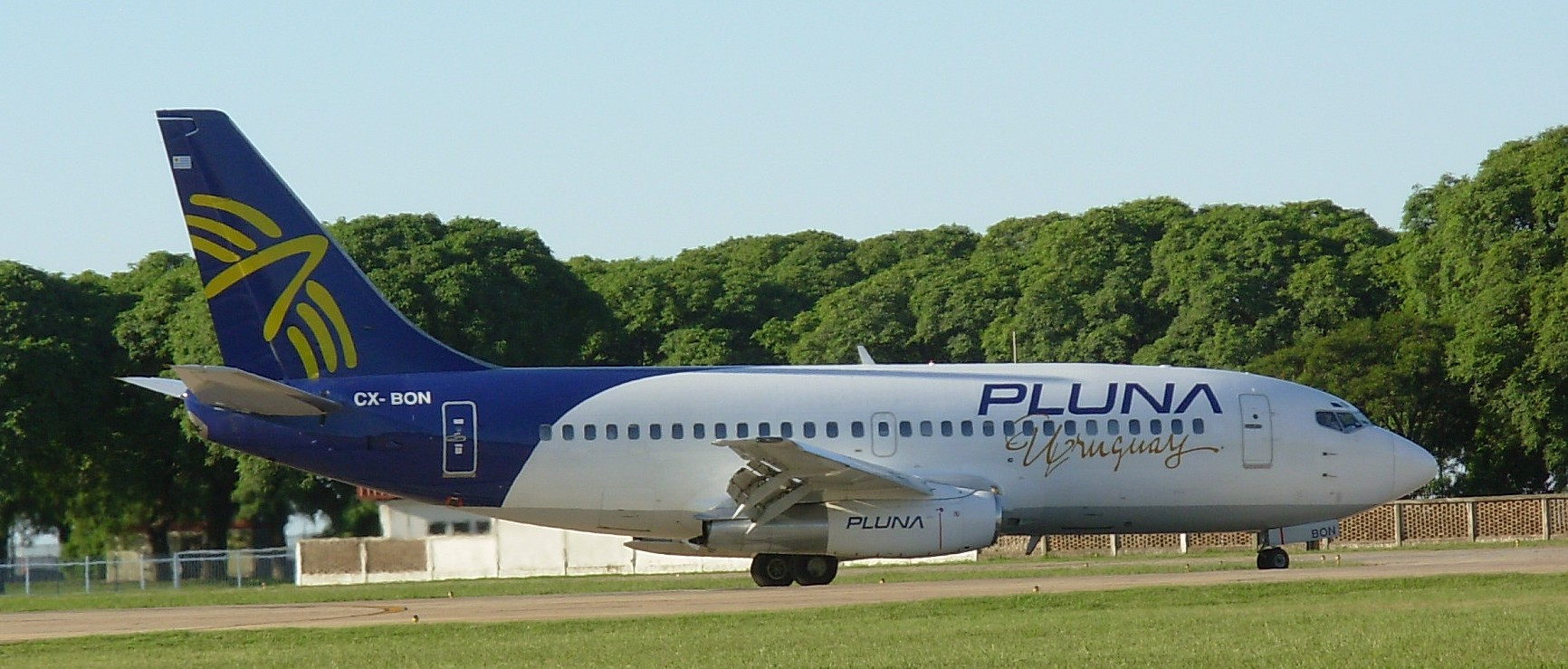
Boeing 737-200 linii lotniczych PLUNA

Międzynarodowe porty lotnicze znajdują się w stolicy, Maldonado oraz Colonia del Sacramento, z których największy Carrasco znajduje się w Montevideo. Do tego komunikację lotniczą uzupełniają krajowe porty zlokalizowane w pozostałych większych miastach na terenie całego kraju. Urugwajskie linie lotnicze PLUNA (Pluna Lineas Aereas Uruguayas S.A.) obsługują regularne połączenia z Asunción, São Paulo, Rio de Janeiro, Santiago, Buenos Aires oraz Madrytem. Inni przewoźnicy to Aeromas, Air Class Lineas Aereas i Uair.

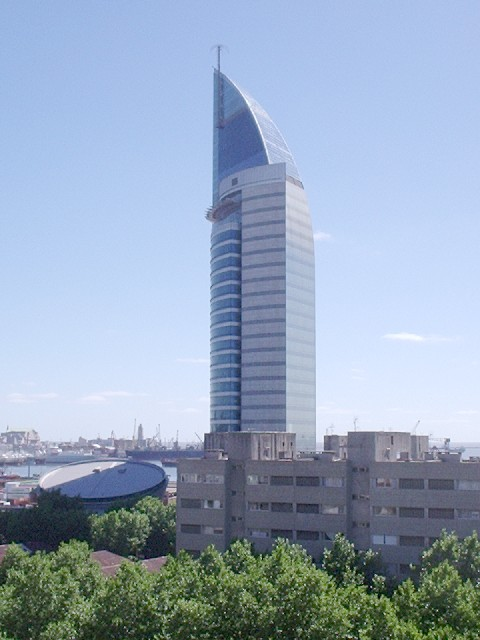
Torre Antel

Głównym portem morskim jest Montevideo, gdzie oprócz wymiany handlowej i przeładunku towarów istotne znaczenie ma żegluga pasażerska między portami położonymi po obu brzegach estuarium La Platy. Połączenia pasażerskie obsługuje także port w Colonia del Sacramento.
Dla Urugwaju istotne znaczenie ma również żegluga śródlądowa na drodze wodnej, jaką jest rzeka Urugwaj. Tam zlokalizowane są ważne porty rzeczne – Salto, Paysandú oraz Fray Bentos.

## Łączność
Największym operatorem telekomunikacyjnym jest państwowa firma ANTEL, natomiast potentatem na rynku telefonii komórkowej jest międzynarodowy, południowoamerykański operator CTI Móvil, jak również firma hiszpańska Telefonica, która przejęła pierwszą prywatną sieć komunikacji komórkowej Movicom.

## Polityka społeczna

### Opieka zdrowotna
Średnia długość życia wynosi 75,5 roku. Dla kobiet 79 lat, a dla mężczyzn 72 lata.

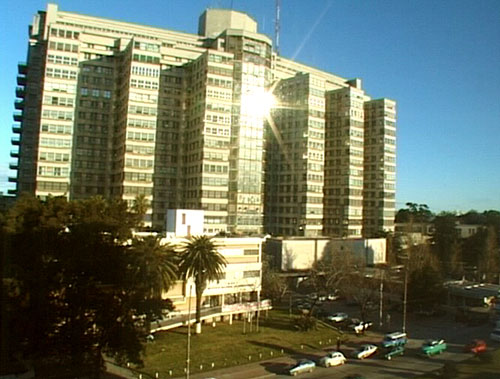
Szpital im. „Dr. Manuel Quintela” w Montevideo

### Oświata
Urugwajczycy są najbardziej wykształceni spośród wszystkich mieszkańców Ameryki Południowej – 84% ludności ma wykształcenie ponadpodstawowe, a 32% co najmniej średnie. Analfabetyzm nie przekracza 3%.
Najważniejszym osiągnięciem urugwajskiego systemu edukacyjnego była realizacja tzw. Planu Ceibal. W związku z nim, w 2009, Urugwaj stał się pierwszym krajem na świecie, który wyposażył wszystkich swoich uczniów szkół podstawowych (i ich nauczycieli) w komputery przenośne, w ramach kampanii One Laptop Per Child (laptop dla każdego ucznia).
Stołeczne uczelnie Uniwersytet Republiki (Universidad de la República ) oraz katolicka Colegio Stella Maris są najbardziej prestiżowe w kraju. W stolicy działa ponadto Uniwersytet w Montevideo, prowadzony przez Opus Dei.

## Kultura

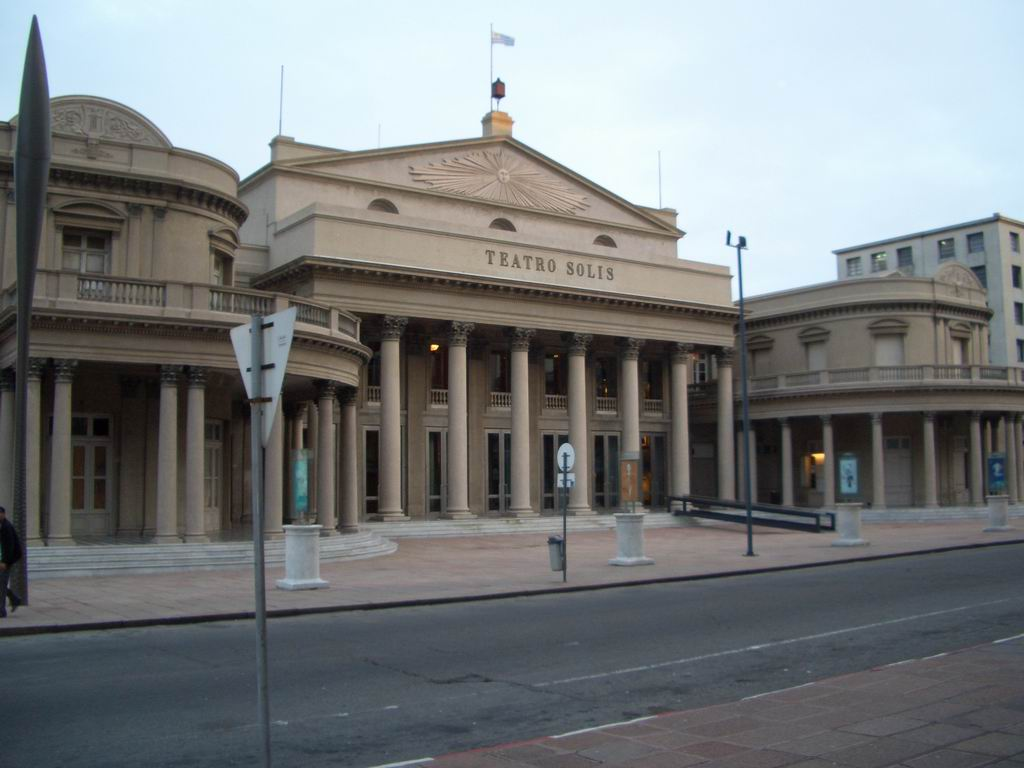
Teatr Solís w Montevideo

Urugwaj jest powszechnie znany jako kraj gauchos. Niemniej jednak kraj ten szczyci się imponującymi tradycjami artystycznymi i literackimi – stąd wywodzi się wielu słynnych malarzy, poetów, powieściopisarzy i dramatopisarzy.

### Karnawał
Jednym z najważniejszych wydarzeń kulturalnych i rozrywkowych Urugwaju jest karnawał, który nie jest jednak tak hucznie obchodzony jak w Brazylii. Największe obchody odbywają się w Montevideo, gdzie odprawiane są tradycyjne ceremonie llamadas (tłum. nawoływanie), będące elementami afrobrazylijskich i afrourugwajskich kultów wywodzących się z wierzeń afrykańskich, a polegające na uderzaniu w bęben w rytm „candombe” i nawoływaniu innych uczestników bębniarzy do gromadzeniu się w jednym miejscu. Zdarza się, że „comparsa” (zgromadzenie bębniarzy, zespół) może zebrać nawet do stu członków. Przy większej ilości jest bardzo trudne utrzymanie rytmu. W takich sytuacjach „comparsa” rozdziela się na dwie części. Używa się trzech typów bębnów: „chico” – mały, który ma zadanie utrzymać stały rytm, „piano” – największy mający brzmienie basu i „repique” – nadający melodie. Obrzędowi temu towarzyszą tancerze i wiele kolorowych postaci.

### Kuchnia
Kwintesencją urugwajskiej kuchni jest przyrządzana na różne sposoby wołowina w dużych ilościach. Jedną z najbardziej znanych potraw są medaliony z polędwicy w sosie z dodatkiem czerwonego wina tannat. Typowym i popularnym daniem jest „asado”, które można zjeść w restauracji, barze lub zwyczajnie „pod chmurką” w zaimprowizowanej jadłodajni. Jest to wołowina (a dokładniej żebra wołowe) pieczone na grillu.

## Sport

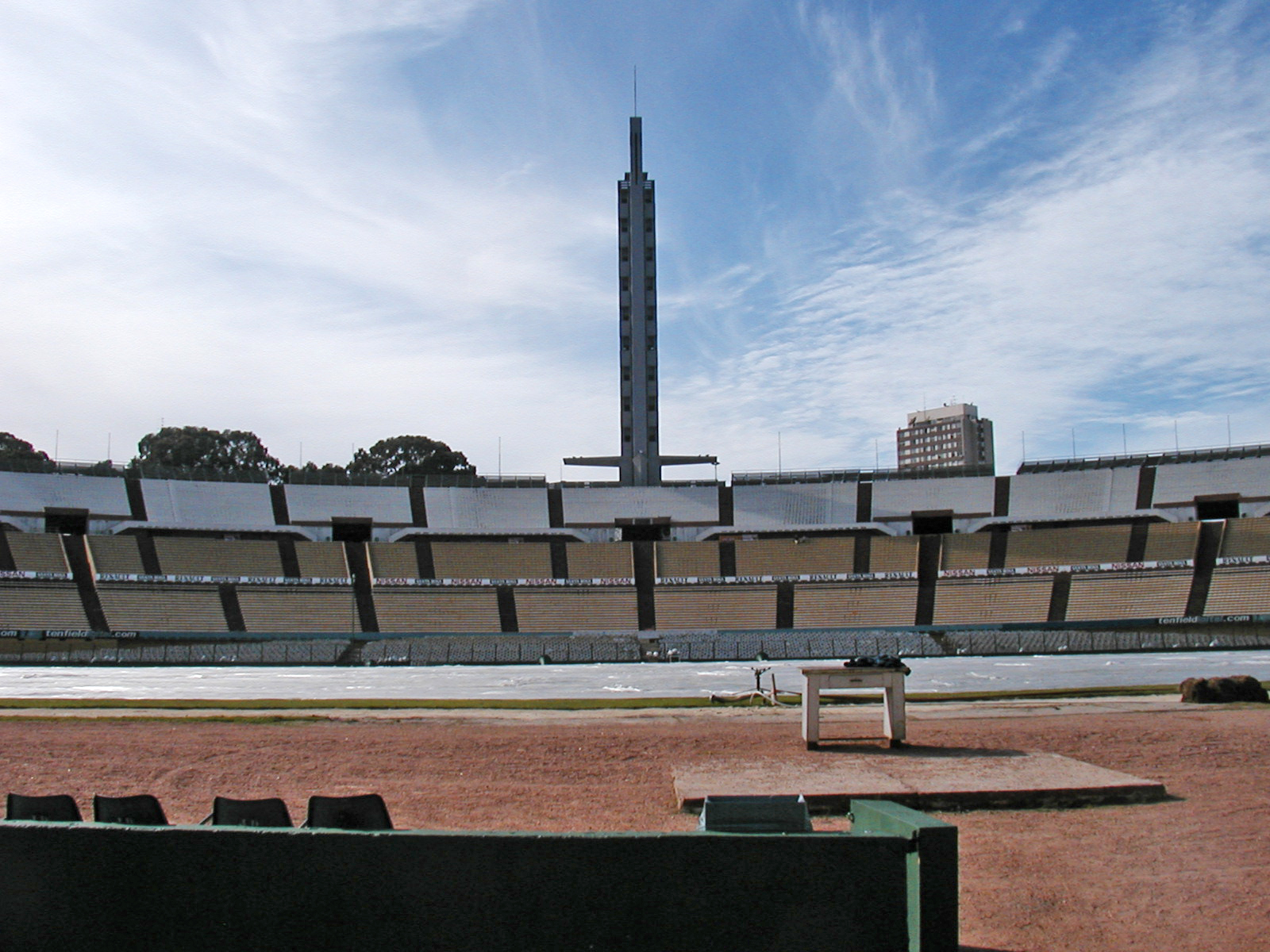
Estadio Centenario

Na letnich igrzyskach olimpijskich Urugwajczycy wywalczyli dotąd 10 medali w tym 2 złote, 2 srebrne i 6 brązowych.
Sportem narodowym Urugwaju, jak w większości Ameryki Południowej, jest piłka nożna. W 1924 r. Urugwaj był reprezentowany przez swoją drużynę piłkarską na Igrzyskach Olimpijskich w Paryżu, jako pierwszy w historii uczestnik z Ameryki Południowej. Zarówno w Paryżu, jak i na następnej olimpiadzie w Amsterdamie w 1928 r., Urugwajczycy zdobyli złote medale. Urugwajska drużyna jest także jedną z pięciu, które zwyciężyły w Mistrzostwach Świata w Piłce Nożnej FIFA dwa lub więcej razy. Pierwsze zwycięstwo w MŚ Urugwaj odniósł podczas pierwszych mistrzostw w 1930 r., których był w dodatku gospodarzem. W 1950 r., podczas MŚ w Brazylii, Urugwajczycy zwyciężyli po raz drugi, pokonując będących faworytami gospodarzy. Ledwie ponad 3-milionowy Urugwaj jest najmniejszym krajem, który zwyciężył w MŚ w Piłce Nożnej FIFA, a przedostatnia jest Argentyna, która ma już ponad 40 mln mieszkańców. Urugwaj jest także 15-krotnym zwycięzcą Copa América, czyli mistrzostw Ameryki Południowej w piłce nożnej, co czyni go najbardziej utytułowaną drużyną strefy CONMEBOL. Najpopularniejszymi zespołami piłki nożnej w Urugwaju są Club Atlético Peñarol (trzykrotny klubowy mistrz świata, pięciokrotny zwycięzca klubowych mistrzostw Ameryki i 48-krotny mistrz kraju) i Club Nacional de Football (trzykrotny klubowy mistrz świata, trzykrotny mistrz Ameryki i 42-krotny mistrz kraju). Najbardziej znanymi piłkarzami z Urugwaju są: Obdulio Varela, Juan Schiaffino, Enzo Francescoli, Gustavo Poyet, Alvaro Recoba, Diego Lugano, Edinson Cavani, Luis Suárez (MVP Copa America 2011), Diego Godín i Diego Forlan (zwycięzca Złotego Buta w 2005 r. i 2009 r., Najlepszy Gracz Mistrzostw Świata 2010).
W 2006 r. Urugwajczycy zostali wicemistrzami świata w piłce nożnej plażowej. W finale Mistrzostw Świata rozgrywanych na plaży Copacabana w Rio de Janeiro, ulegli gospodarzom turnieju Brazylijczykom stosunkiem bramek 1:4.
Rugby jest drugim po piłce nożnej sportem narodowym Urugwajczyków. Stanowią obecnie po Argentynie drugą siłę w Ameryce Południowej.
- Mistrzostwa Świata w Piłce Nożnej 1930
- Reprezentacja Urugwaju w piłce nożnej mężczyzn

## Polonia urugwajska
Pierwsi Polacy przybyli do Urugwaju w XIX w., po Powstaniu Styczniowym, m.in.: ceniony lekarz dr Julian Jurkowski, Jan Łukasiewicz – architekt, Erazm Bogoria-Skotnicki – profesor geografii i główny inspektor szkół publicznych w Urugwaju, nauczyciel Ludwik Wypychowski, Wacław Radecki – wykładowca psychologii na Uniwersytecie w Montevideo (założył Instytut Psychologii), farmaceuta Ryszard Powal-Czyżkowski. W okresie międzywojennym przybyło tu ponad 8 tys. Polaków. Byli to przede wszystkim robotnicy. Pierwsze organizacje polonijne powstały w 1927 r. Obecnie działają m.in.: Towarzystwo Polskie im. Marszałka Józefa Piłsudskiego, Zjednoczone Towarzystwo Polskie oraz Polska Misja Katolicka. Obecnie w Urugwaju mieszka, według różnych szacunków, około 10–15 tys. Polaków.